# Olaszország a 2024. évi nyári olimpiai játékokon
Olaszország a franciaországi Párizsban megrendezett 2024. évi nyári olimpiai játékok egyik részt vevő nemzete volt. Az országot az olimpián 30 sportágban 397 sportoló képviselte, akik összesen 40 érmet szereztek.

## Asztalitenisz
Női
| Versenyző        | Versenyszám | Selejtező         | 64-es főtábla                              | 32-es főtábla     | Nyolcaddöntő      | Negyeddöntő       | Elődöntő          | Döntő             | Helyezés |
| Versenyző        | Versenyszám | Ellenfél Eredmény | Ellenfél Eredmény                          | Ellenfél Eredmény | Ellenfél Eredmény | Ellenfél Eredmény | Ellenfél Eredmény | Ellenfél Eredmény | Helyezés |
| ---------------- | ----------- | ----------------- | ------------------------------------------ | ----------------- | ----------------- | ----------------- | ----------------- | ----------------- | -------- |
| Giorgia Piccolin | Egyes       | erőnyerő          | Hirano Miu (JPN) · 9–11, 5–11, 5–11, 7–11  | kiesett           | kiesett           | kiesett           | kiesett           | kiesett           | 33.      |
| Debora Vivarelli | Egyes       | erőnyerő          | Hajata Hina (JPN) · 1–11, 3–11, 4–11, 5–11 | kiesett           | kiesett           | kiesett           | kiesett           | kiesett           | 33.      |

## Birkózás
Férfi
Szabadfogású
| Versenyző     | Versenyszám | Selejtező                         | Nyolcaddöntő      | Negyeddöntő       | Elődöntő          | Vigaszág első kör | Vigaszág elődöntő | Bronz- mérkőzés   | Döntő             | Helyezés |
| Versenyző     | Versenyszám | Ellenfél Eredmény                 | Ellenfél Eredmény | Ellenfél Eredmény | Ellenfél Eredmény | Ellenfél Eredmény | Ellenfél Eredmény | Ellenfél Eredmény | Ellenfél Eredmény | Helyezés |
| ------------- | ----------- | --------------------------------- | ----------------- | ----------------- | ----------------- | ----------------- | ----------------- | ----------------- | ----------------- | -------- |
| Frank Chamizo | 74 kg       | Junesz Emamicsogádzsi (IRI) · 4–9 | kiesett           | kiesett           | kiesett           | kiesett           | kiesett           | kiesett           | kiesett           | 11.      |

Női
Szabadfogású
| Versenyző       | Versenyszám | Nyolcaddöntő                                 | Negyeddöntő       | Elődöntő          | Vigaszág elődöntő | Bronz- mérkőzés   | Döntő             | Helyezés    |
| Versenyző       | Versenyszám | Ellenfél Eredmény                            | Ellenfél Eredmény | Ellenfél Eredmény | Ellenfél Eredmény | Ellenfél Eredmény | Ellenfél Eredmény | Helyezés    |
| --------------- | ----------- | -------------------------------------------- | ----------------- | ----------------- | ----------------- | ----------------- | ----------------- | ----------- |
| Emanuela Liuzzi | 50 kg       | Dolgorjavyn Otgonjargal (MGL) · visszalépett | kiesett           | kiesett           | kiesett           | kiesett           | kiesett           | helyezetlen |
| Aurora Russo    | 57 kg       | Luisa Valverde (VEN) · 0–6 kétvállas         | kiesett           | kiesett           | kiesett           | kiesett           | kiesett           | 15.         |

## Breaktánc
| Versenyző (becenév)     | Versenyszám | Selejtező         | Csoportkör | Csoportkör | Csoportkör | Negyeddöntő       | Elődöntő          | Döntő             | Helyezés |
| Versenyző (becenév)     | Versenyszám | Ellenfél Eredmény | Ellenfél Eredmény | Pont       | Hely.      | Ellenfél Eredmény | Ellenfél Eredmény | Ellenfél Eredmény | Helyezés |
| ----------------------- | ----------- | ----------------- | --- | ---------- | ---------- | ----------------- | ----------------- | ----------------- | -------- |
| Antilai Sandrini (Anti) | Női egyéni  | erőnyerő          | C csoport · Juasza Ami (JPN) · (Ami) · 0–2 · Zeng Yingying (CHN) · (Ying Zi) · 0–2 · Fatima El-Mamouny (MAR) · (Elmamouny) · 2–0 | 2          | 3.         | kiesett           | kiesett           | kiesett           | 11.      |

## Cselgáncs
Férfi
| Versenyző         | Versenyszám  | Selejtező         | 32-es főtábla                         | Nyolcaddöntő                                      | Negyeddöntő                                   | Elődöntő                             | Vigaszág elődöntő                     | Bronz- mérkőzés                        | Döntő             | Helyezés |
| Versenyző         | Versenyszám  | Ellenfél Eredmény | Ellenfél Eredmény                     | Ellenfél Eredmény                                 | Ellenfél Eredmény                             | Ellenfél Eredmény                    | Ellenfél Eredmény                     | Ellenfél Eredmény                      | Ellenfél Eredmény | Helyezés |
| ----------------- | ------------ | ----------------- | ------------------------------------- | ------------------------------------------------- | --------------------------------------------- | ------------------------------------ | ------------------------------------- | -------------------------------------- | ----------------- | -------- |
| Andrea Carlino    | Légsúly      |                   | Joshua Katz (AUS) · 01(0)–00(1)       | Jang Jung-vej (Yang Yung-wei) (TPE) · 01(2)–10(1) | kiesett                                       | kiesett                              | kiesett                               | kiesett                                | kiesett           | 9.       |
| Matteo Piras      | Harmatsúly   |                   | Juan Postigos (PER) · 10(1)–00(2)     | Strahinja Bunčić (SRB) · 00(1)–01(2)              | kiesett                                       | kiesett                              | kiesett                               | kiesett                                | kiesett           | 9.       |
| Manuel Lombardo   | Könnyűsúly   |                   | Adam Stodolski (POL) · 10(1)–00(1)    | Masayuki Terada (THA) · 01(1)–00(2)               | Akil Gjakova (KOS) · 00(3)–10(1)              |                                      | Arthur Margelidon (CAN) · 10(0)–00(0) | Adil Osmanov (MDA) · 00(1)–10(1)       |                   | 5.       |
| Antonio Esposito  | Váltósúly    | erőnyerő          | Valentin Houinato (BEN) · 10(1)–00(1) | Guilherme Schimidt (BRA) · 01(1)–00(2)            | François Gauthier-Drapeau (CAN) · 10(1)–00(3) | Nagasze Takanori (JPN) · 00(0)–10(0) |                                       | Somon Makhmadbekov (TJK) · 00(0)–10(0) |                   | 5.       |
| Christian Parlati | Középsúly    |                   | John Jayne (USA) · 00(1)–10(0)        | kiesett                                           | kiesett                                       | kiesett                              | kiesett                               | kiesett                                | kiesett           | 17.      |
| Gennaro Pirelli   | Félnehézsúly |                   | Zlatko Kumrić (CRO) · 10(0)–00(3)     | Ilia Sulamanidze (GEO) · 00(0)–10(1)              | kiesett                                       | kiesett                              | kiesett                               | kiesett                                | kiesett           | 9.       |

Női
| Versenyző        | Versenyszám  | 32-es főtábla                          | Nyolcaddöntő                            | Negyeddöntő                               | Elődöntő                             | Vigaszág elődöntő                  | Bronz- mérkőzés                     | Döntő                           | Helyezés |
| Versenyző        | Versenyszám  | Ellenfél Eredmény                      | Ellenfél Eredmény                       | Ellenfél Eredmény                         | Ellenfél Eredmény                    | Ellenfél Eredmény                  | Ellenfél Eredmény                   | Ellenfél Eredmény               | Helyezés |
| ---------------- | ------------ | -------------------------------------- | --------------------------------------- | ----------------------------------------- | ------------------------------------ | ---------------------------------- | ----------------------------------- | ------------------------------- | -------- |
| Assunta Scutto   | Légsúly      | erőnyerő                               | Maria Celia Laborde (USA) · 10(1)–00(0) | Tara Babulfath (SWE) · 00(0)–10(1)        |                                      | Shirine Boukli (FRA) · 00(1)–01(0) | kiesett                             |                                 | 7.       |
| Odette Giuffrida | Harmatsúly   | erőnyerő                               | Angelica Delgado (USA) · 01(0)–00(2)    | Pupp Réka (HUN) · 01(2)–00(1)             | Distria Krasniqi (KOS) · 00(3)–10(1) |                                    | Larissa Pimenta (BRA) · 00(3)–10(2) |                                 | 5.       |
| Veronica Toniolo | Könnyűsúly   | Funakubo Haruka (JPN) · 00(2)–01(0)    | kiesett                                 | kiesett                                   | kiesett                              | kiesett                            | kiesett                             | kiesett                         | 17.      |
| Savita Russo     | Váltósúly    | Angelika Szymańska (POL) · 00(1)–01(1) | kiesett                                 | kiesett                                   | kiesett                              | kiesett                            | kiesett                             | kiesett                         | 17.      |
| Kim Polling      | Középsúly    | Tais Pina (POR) · 01(0)–00(0)          | Barbara Matić (CRO) · 00(0)–10(0)       | kiesett                                   | kiesett                              | kiesett                            | kiesett                             | kiesett                         | 9.       |
| Alice Bellandi   | Félnehézsúly | erőnyerő                               | Mayra Aguiar (BRA) · 01(2)–00(2)        | Yelyzaveta Lytvynenko (UKR) · 10(1)–00(3) | Patrícia Sampaio (POR) · 01(1)–00(1) |                                    |                                     | Inbar Lanir (ISR) · 11(1)–00(3) |          |
| Asya Tavano      | Nehézsúly    | Milica Žabić (SRB) · 00(0)–10(0)       | kiesett                                 | kiesett                                   | kiesett                              | kiesett                            | kiesett                             | kiesett                         | 17.      |

Vegyes csapat
| Versenyző | Versenyszám   | 32-es főtábla            | Nyolcaddöntő       | Negyeddöntő             | Elődöntő                  | Vigaszág elődöntő | Bronz- mérkőzés      | Döntő             | Helyezés |
| Versenyző | Versenyszám   | Ellenfél Eredmény        | Ellenfél Eredmény  | Ellenfél Eredmény       | Ellenfél Eredmény         | Ellenfél Eredmény | Ellenfél Eredmény    | Ellenfél Eredmény | Helyezés |
| --- | ------------- | ------------------------ | ------------------ | ----------------------- | ------------------------- | ----------------- | -------------------- | ----------------- | -------- |
| Alice Bellandi Odette Giuffrida Manuel Lombardo Christian Parlati Gennaro Pirelli Kim Polling Savita Russo Asya Tavano Veronica Toniolo | Vegyes csapat | Magyarország (HUN) · 4–1 | Grúzia (GEO) · 4–3 | Üzbegisztán (UZB) · 4–2 | Franciaország (FRA) · 1–4 |                   | Brazília (BRA) · 3–4 |                   | 5.       |

## Evezés
Férfi
| Versenyző | Versenyszám              | Előfutam | Előfutam | Vigaszág | Vigaszág | Elődöntő | Elődöntő | Elődöntő | Döntő   | Döntő   | Döntő   | Helyezés |
| Versenyző | Versenyszám              | Idő      | Hely.    | Idő      | Hely.    | Típus    | Idő      | Hely.    | Típus   | Idő     | Hely.   | Helyezés |
| --- | ------------------------ | -------- | -------- | -------- | -------- | -------- | -------- | -------- | ------- | ------- | ------- | -------- |
| Nicolò Carucci Matteo Sartori | Kétpárevezős             | 6:48,77  | 4.       | 6:43,83  | 4.       | kiesett  | kiesett  | kiesett  | kiesett | kiesett | kiesett | 13.      |
| Stefano Oppo Gabriel Soares | Könnyűsúlyú kétpárevezős | 6:29,17  | 1.       | erőnyerő | erőnyerő | A/B      | 6:22,85  | 1.       | A       | 6:13,33 | 2.      |          |
| Davide Comini Giovanni Codato | Kormányos nélküli kettes | 6:50,25  | 4.       | 6:50,31  | 2.       | A/B      | 6:45,86  | 5.       | B       | 6:28,62 | 6.      | 12.      |
| Luca Chiumento Luca Rambaldi Andrea Panizza Giacomo Gentili | Négypárevezős            | 5:43,31  | 1.       | erőnyerő | erőnyerő |          |          |          | A       | 5:44,40 | 2.      |          |
| Matteo Lodo Giovanni Abagnale Giuseppe Vicino Nicholas Kohl | Kormányos nélküli négyes | 6:14,65  | 5.       | 5:52,65  | 1.       |          |          |          | A       | 5:55,07 | 4.      | 4.       |
| Matteo Della Valle Jacopo Frigerio Emanuele Gaetani Liseo Salvatore Monfrecola Davide Verità Gennaro Di Mauro Leonardo Pietra Caprina Vincenzo Abbagnale Alessandra Faella (kormányos) | Nyolcas                  | 5:52,52  | 3.       | 5:36,31  | 5.       |          |          |          | kiesett | kiesett | kiesett | 7.       |

Női
| Versenyző | Versenyszám  | Előfutam | Előfutam | Vigaszág | Vigaszág | Elődöntő | Elődöntő | Elődöntő | Döntő | Döntő   | Döntő | Helyezés |
| Versenyző | Versenyszám  | Idő      | Hely.    | Idő      | Hely.    | Típus    | Idő      | Hely.    | Típus | Idő     | Hely. | Helyezés |
| --- | ------------ | -------- | -------- | -------- | -------- | -------- | -------- | -------- | ----- | ------- | ----- | -------- |
| Clara Guerra Stefania Gobbi | Kétpárevezős | 7:15,51  | 5.       | 7:10,41  | 3.       | A/B      | 6:58,08  | 6.       | B     | 6:56,87 | 5.    | 11.      |
| Giorgia Pelacchi Linda De Filippis Alice Gnatta Aisha Rocek Elisa Mondelli Silvia Terrazzi Alice Codato Veronica Bumbaca Emanuele Capponi (kormányos) | Nyolcas      | 6:28,47  | 3.       | 6:09,65  | 4.       |          |          |          | A     | 6:07,51 | 6.    | 6.       |

## Golf
| Versenyző         | Versenyszám  | 1. forduló | 1. forduló | 2. forduló | 2. forduló | 3. forduló | 3. forduló | 4. forduló | 4. forduló | Összesen | Összesen | Összesen |
| Versenyző         | Versenyszám  | Pont       | Par        | Pont       | Par        | Pont       | Par        | Pont       | Par        | Pontszám | Par      | Helyezés |
| ----------------- | ------------ | ---------- | ---------- | ---------- | ---------- | ---------- | ---------- | ---------- | ---------- | -------- | -------- | -------- |
| Matteo Manassero  | Férfi egyéni | 69         | −2         | 69         | −2         | 69         | −2         | 69         | −2         | 276      | −8       | =18.     |
| Guido Migliozzi   | Férfi egyéni | 68         | −3         | 67         | −4         | 74         | +3         | 68         | −3         | 277      | −7       | =22.     |
| Alessandra Fanali | Női egyéni   | 75         | +3         | 76         | +4         | 77         | +5         | 76         | +4         | 304      | +16      | 53.      |

## Gördeszka
Férfi
| Versenyző          | Versenyszám | Selejtező | Selejtező | Döntő   | Döntő   | Helyezés |
| Versenyző          | Versenyszám | Pont      | Hely.     | Pont    | Hely.   | Helyezés |
| ------------------ | ----------- | --------- | --------- | ------- | ------- | -------- |
| Alessandro Mazzara | Egyéni park | 83,17     | 11.       | kiesett | kiesett | 11.      |
| Alex Sorgente      | Egyéni park | 91,14     | 3.        | 84,26   | 6.      | 6.       |

## Hullámlovaglás
| Versenyző           | Versenyszám | 1. forduló                                            | 1. forduló | 2. forduló                  | 3. forduló            | Negyeddöntő           | Elődöntő              | Döntő                 | Helyezés |
| Versenyző           | Versenyszám | Ellenfelek Győztes pont                               | Hely.      | Ellenfél Győztes pont       | Ellenfél Győztes pont | Ellenfél Győztes pont | Ellenfél Győztes pont | Ellenfél Győztes pont | Helyezés |
| ------------------- | ----------- | ----------------------------------------------------- | ---------- | --------------------------- | --------------------- | --------------------- | --------------------- | --------------------- | -------- |
| Leonardo Fioravanti | Férfi       | 8 csoport · Reo Inaba (JPN) · Rio Waida (INA) · 12,76 | 2.         | Igarasi Kanoa (JPN) · 13,87 | kiesett               | kiesett               | kiesett               | kiesett               | 17.      |

## Íjászat
Férfi
| Versenyző                                        | Versenyszám | Selejtező | Selejtező | 64-es főtábla                   | 32-es főtábla                              | Nyolcaddöntő                                                                                 | Negyeddöntő                                                                                | Elődöntő          | Döntő             | Helyezés |
| Versenyző                                        | Versenyszám | Pont      | Kiemelés  | Ellenfél Eredmény               | Ellenfél Eredmény                          | Ellenfél Eredmény                                                                            | Ellenfél Eredmény                                                                          | Ellenfél Eredmény | Ellenfél Eredmény | Helyezés |
| ------------------------------------------------ | ----------- | --------- | --------- | ------------------------------- | ------------------------------------------ | -------------------------------------------------------------------------------------------- | ------------------------------------------------------------------------------------------ | ----------------- | ----------------- | -------- |
| Federico Musolesi                                | Egyéni      | 662       | 34.       | Žiga Ravnikar (SLO) (31.) · 6–4 | Kim Dzsedok (Kim Je-deok) (KOR) (2.) · 4–6 | kiesett                                                                                      | kiesett                                                                                    | kiesett           | kiesett           | 17.      |
| Mauro Nespoli                                    | Egyéni      | 670       | 20.       | Sagor Islam (BAN) (45.) · 6–0   | Amirkhon Sadikov (UZB) (13.) · 6–4         | Eric Peters (CAN) (36.) · 6–2                                                                | I Uszok (Lee Woo-seok) (KOR) (5.) · 4–6                                                    | kiesett           | kiesett           | 6.       |
| Alessandro Paoli                                 | Egyéni      | 658       | 37.       | Lam Dorji (BHU) (28.) · 7–3     | I Uszok (Lee Woo-seok) (KOR) (5.) · 5–6    | kiesett                                                                                      | kiesett                                                                                    | kiesett           | kiesett           | 17.      |
| Federico Musolesi Mauro Nespoli Alessandro Paoli | Csapat      | 1990      | 7.        |                                 |                                            | Kazahsztán (KAZ) · Ilfat Abdullin · Alexandr Yeremenko · Dauletkeldi Zhangbyrbay (10.) · 5–4 | Franciaország (FRA) · Baptiste Addis · Thomas Chirault · Jean-Charles Valladont (2.) · 2–6 | kiesett           | kiesett           | 6.       |

Női
| Versenyző         | Versenyszám | Selejtező | Selejtező | 64-es főtábla                  | 32-es főtábla                          | Nyolcaddöntő      | Negyeddöntő       | Elődöntő          | Döntő             | Helyezés |
| Versenyző         | Versenyszám | Pont      | Kiemelés  | Ellenfél Eredmény              | Ellenfél Eredmény                      | Ellenfél Eredmény | Ellenfél Eredmény | Ellenfél Eredmény | Ellenfél Eredmény | Helyezés |
| ----------------- | ----------- | --------- | --------- | ------------------------------ | -------------------------------------- | ----------------- | ----------------- | ----------------- | ----------------- | -------- |
| Chiara Rebagliati | Egyéni      | 663       | 15.       | Ariana Zairi (MAS) (50.) · 6–5 | Mădălina Amăistroaie (ROU) (47.) · 3–7 | kiesett           | kiesett           | kiesett           | kiesett           | 17.      |

Vegyes csapat
| Versenyző                       | Versenyszám | Selejtező | Selejtező | Nyolcaddöntő                                                    | Negyeddöntő                                                                      | Elődöntő          | Döntő             | Helyezés |
| Versenyző                       | Versenyszám | Pont      | Kiemelés  | Ellenfél Eredmény                                               | Ellenfél Eredmény                                                                | Ellenfél Eredmény | Ellenfél Eredmény | Helyezés |
| ------------------------------- | ----------- | --------- | --------- | --------------------------------------------------------------- | -------------------------------------------------------------------------------- | ----------------- | ----------------- | -------- |
| Mauro Nespoli Chiara Rebagliati | Vegyes      | 1333      | 9.        | Franciaország (FRA) · Baptiste Addis · Lisa Barbelin (8.) · 6–0 | Dél-Korea (KOR) · Im Sihjon (Lim Si-hyeon) · Kim Udzsin (Kim Woo-jin) (1.) · 2–6 | kiesett           | kiesett           | 7.       |

## Kerékpározás

### BMX
Pálya
| Versenyző         | Versenyszám | Negyeddöntő | Negyeddöntő | Vigaszág | Vigaszág | Elődöntő | Elődöntő | Döntő   | Döntő    | Helyezés |
| Versenyző         | Versenyszám | Pont        | Helyezés    | Idő      | Helyezés | Pont     | Helyezés | Idő     | Helyezés | Helyezés |
| ----------------- | ----------- | ----------- | ----------- | -------- | -------- | -------- | -------- | ------- | -------- | -------- |
| Pietro Bertagnoli | Férfi       | 14          | 12.         | erőnyerő | erőnyerő | 15       | 9.       | kiesett | kiesett  | 9.       |

### Hegyi-kerékpározás
| Versenyző        | Versenyszám        | Idő     | Helyezés |
| ---------------- | ------------------ | ------- | -------- |
| Simone Avondetto | Férfi terepverseny | 1:30:52 | 19.      |
| Luca Braidot     | Férfi terepverseny | 1:26:56 | 4.       |
| Martina Berta    | Női terepverseny   | 1:32:50 | 14.      |
| Chiara Teocchi   | Női terepverseny   | 1:31:52 | 11.      |

### Országúti kerékpározás
Férfi
| Versenyző       | Versenyszám   | Idő                 | Helyezés      |
| --------------- | ------------- | ------------------- | ------------- |
| Luca Mozzato    | Mezőnyverseny | 6:26:57 (+7:23)     | 50.           |
| Elia Viviani    | Mezőnyverseny | nem ért célba       | nem ért célba |
| Alberto Bettiol | Mezőnyverseny | 6:21:54 (+2:20)     | 23.           |
| Alberto Bettiol | Időfutam      | 38:06,77 (+1:54,61) | 18.           |
| Filippo Ganna   | Időfutam      | 36:27,08 (+14,92)   |               |

Női
| Versenyző            | Versenyszám   | Idő                 | Helyezés |
| -------------------- | ------------- | ------------------- | -------- |
| Elisa Balsamo        | Mezőnyverseny | 4:07:39 (+8:16)     | 54.      |
| Elena Cecchini       | Mezőnyverseny | 4:04:23 (+5:00)     | 25.      |
| Silvia Persico       | Mezőnyverseny | 4:07:39 (+8:16)     | 55.      |
| Elisa Longo Borghini | Mezőnyverseny | 4:02:28 (+3:05)     | 9.       |
| Elisa Longo Borghini | Időfutam      | 41:49,32 (+2:11,08) | 8.       |

### Pálya-kerékpározás
Sprintversenyek
| Versenyző   | Versenyszám | Selejtező | Selejtező | 1. forduló                   | Vigaszág                                              | Vigaszág | 2. forduló           | Vigaszág             | Nyolcaddöntő         | Vigaszág               | Vigaszág | Negyeddöntő          | 5–8. helyért           | 5–8. helyért | Elődöntő             | Döntő                | Helyezés |
| Versenyző   | Versenyszám | Idő       | Hely.     | Ellenfél Győztes idő         | Ellenfelek Győztes idő                                | Hely.    | Ellenfél Győztes idő | Ellenfél Győztes idő | Ellenfél Győztes idő | Ellenfelek Győztes idő | Hely.    | Ellenfél Győztes idő | Ellenfelek Győztes idő | Hely.        | Ellenfél Győztes idő | Ellenfél Győztes idő | Helyezés |
| ----------- | ----------- | --------- | --------- | ---------------------------- | ----------------------------------------------------- | -------- | -------------------- | -------------------- | -------------------- | ---------------------- | -------- | -------------------- | ---------------------- | ------------ | -------------------- | -------------------- | -------- |
| Sara Fiorin | Női egyéni  | 11,085    | 26.       | kiesett                      | kiesett                                               | kiesett  | kiesett              | kiesett              | kiesett              | kiesett                | kiesett  | kiesett              | kiesett                | kiesett      | kiesett              | kiesett              | 26.      |
| Miriam Vece | Női egyéni  | 10,560    | 16.       | Shaane Fulton (NZL) · 10,933 | Daniela Gaxiola (MEX) · Julie Nicolaes (BEL) · 11,085 | 2.       | kiesett              | kiesett              | kiesett              | kiesett                | kiesett  | kiesett              | kiesett                | kiesett      | kiesett              | kiesett              | 18.      |

Üldözőversenyek
| Versenyző                                                                           | Versenyszám  | Selejtező | Selejtező | Elődöntő                                                                                     | Elődöntő  | Elődöntő | Döntő | Döntő     | Döntő    |
| Versenyző                                                                           | Versenyszám  | Idő       | Hely.     | Ellenfél Idő                                                                                 | Saját idő | Hely.    | Ellenfél Idő | Saját idő | Helyezés |
| ----------------------------------------------------------------------------------- | ------------ | --------- | --------- | -------------------------------------------------------------------------------------------- | --------- | -------- | --- | --------- | -------- |
| Simone Consonni Filippo Ganna Francesco Lamon Jonathan Milan                        | Férfi csapat | 3:44,351  | 4.        | Ausztrália (AUS) · Oliver Bleddyn · Conor Leahy · Kelland O'Brien · Sam Welsford · 3:40,730  | 3:43,205  | 4.       | Bronzmérkőzés · Dánia (DEN) · Carl-Frederik Bévort · Tobias Hansen · Niklas Larsen · Rasmus Pedersen · 3:46,138 | 3:44,197  |          |
| Chiara Consonni Martina Fidanza Vittoria Guazzini Letizia Paternoster Elisa Balsamo | Női csapat   | 4:07,579  | 4.        | Új-Zéland (NZL) · Bryony Botha · Emily Shearman · Nicole Shields · Ally Wollaston · 4:04,818 | 4:07,491  | 4.       | Bronzmérkőzés · Nagy-Britannia (GBR) · Elinor Barker · Josie Knight · Anna Morris · Jessica Roberts · 4:06,382  | 4:08,961  | 4.       |

Keirin
| Versenyző   | Versenyszám | 1. forduló | Vigaszág | Negyeddöntő | Elődöntő | 7–12. helyért | Döntő    | Helyezés |
| Versenyző   | Versenyszám | Helyezés   | Helyezés | Helyezés    | Helyezés | Helyezés      | Helyezés | Helyezés |
| ----------- | ----------- | ---------- | -------- | ----------- | -------- | ------------- | -------- | -------- |
| Sara Fiorin | Női         | 6.         | 5.       | kiesett     | kiesett  | kiesett       | kiesett  | 27.      |
| Miriam Vece | Női         | 3.         | 3.       | kiesett     | kiesett  | kiesett       | kiesett  | 19.      |

Omnium
| Versenyző    | Versenyszám | 10 km-es scratch | 10 km-es scratch | 10 km-es tempóverseny | 10 km-es tempóverseny | Kieséses verseny | Kieséses verseny | 25 km-es pontverseny | 25 km-es pontverseny | Összesítés | Összesítés |
| Versenyző    | Versenyszám | Pont             | Hely.            | Pont                  | Hely.                 | Pont             | Hely.            | Pont                 | Hely.                | Pont       | Helyezés   |
| ------------ | ----------- | ---------------- | ---------------- | --------------------- | --------------------- | ---------------- | ---------------- | -------------------- | -------------------- | ---------- | ---------- |
| Elia Viviani | Férfi       | 18               | 12.              | 22                    | 10.                   | 34               | 4.               | 23                   | 8.                   | 97         | 9.         |

| Versenyző           | Versenyszám | 7,5 km-es scratch | 7,5 km-es scratch | 7,5 km-es tempóverseny | 7,5 km-es tempóverseny | Kieséses verseny | Kieséses verseny | 20 km-es pontverseny | 20 km-es pontverseny | Összesítés | Összesítés |
| Versenyző           | Versenyszám | Pont              | Hely.             | Pont                   | Hely.                  | Pont             | Hely.            | Pont                 | Hely.                | Pont       | Helyezés   |
| ------------------- | ----------- | ----------------- | ----------------- | ---------------------- | ---------------------- | ---------------- | ---------------- | -------------------- | -------------------- | ---------- | ---------- |
| Letizia Paternoster | Női         | 22                | 10.               | 12                     | 15.                    | 30               | 6.               | 0                    | 21.                  | 64         | 13.        |

Madison
| Versenyző                         | Versenyszám | Döntő | Döntő | Helyezés |
| Versenyző                         | Versenyszám | Pont  | Hely. | Helyezés |
| --------------------------------- | ----------- | ----- | ----- | -------- |
| Simone Consonni Elia Viviani      | Férfi       | 37    | 2.    |          |
| Chiara Consonni Vittoria Guazzini | Női         | 37    | 1.    |          |

## Lovaglás
Díjugratás
| Versenyző        | Ló             | Versenyszám | Selejtező | Selejtező | Selejtező | Döntő       | Döntő       | Döntő       | Döntő     | Döntő     | Döntő     | Végeredmény |
| Versenyző        | Ló             | Versenyszám | Selejtező | Selejtező | Selejtező | Alapverseny | Alapverseny | Alapverseny | Szétugrás | Szétugrás | Szétugrás | Végeredmény |
| Versenyző        | Ló             | Versenyszám | Bünt.     | Idő       | Hely.     | Bünt.       | Idő         | Hely.       | Bünt.     | Idő       | Hely.     | Helyezés    |
| ---------------- | -------------- | ----------- | --------- | --------- | --------- | ----------- | ----------- | ----------- | --------- | --------- | --------- | ----------- |
| Emanuele Camilli | Odense Odeveld | Egyéni      | 0         | 75,10     | 8.        | 12          | 81,08       | 21.         |           |           |           | 21.         |

Lovastusa
| Versenyző                                                         | Ló                                                        | Versenyszám | Díjlovaglás  | Díjlovaglás  | Tereplovaglás | Tereplovaglás | Tereplovaglás | Díjugratás | Díjugratás  | Díjugratás | Díjugratás | Végeredmény | Végeredmény |
| Versenyző                                                         | Ló                                                        | Versenyszám | Díjlovaglás  | Díjlovaglás  | Tereplovaglás | Tereplovaglás | Tereplovaglás | Selejtező  | Selejtező   | Selejtező  | Döntő      | Végeredmény | Végeredmény |
| Versenyző                                                         | Ló                                                        | Versenyszám | Bünt.        | Hely.        | Bünt.         | Bünt. össz.   | Hely.         | Bünt.      | Bünt. össz. | Hely.      | Bünt.      | Bünt.       | Helyezés    |
| ----------------------------------------------------------------- | --------------------------------------------------------- | ----------- | ------------ | ------------ | ------------- | ------------- | ------------- | ---------- | ----------- | ---------- | ---------- | ----------- | ----------- |
| Evelina Bertoli                                                   | Fidjy des Melezes                                         | Egyéni      | 26,60        | =13.         | 6,40          | 33,00         | 19.           | 5,20       | 38,20       | 19.        | 4,40       | 42,60       | 22.         |
| Emiliano Portale                                                  | Future                                                    | Egyéni      | visszalépett | visszalépett | kiesett       | kiesett       | kiesett       | kiesett    | kiesett     | kiesett    | kiesett    | helyezetlen | helyezetlen |
| Giovanni Ugolotti                                                 | Swirly Temptress                                          | Egyéni      | 25,70        | =9.          | 36,40         | 62,10         | 46.           | 22,00      | 84,10       | 46.        | kiesett    | 84,10       | 46.         |
| Evelina Bertoli Emiliano Portale Giovanni Ugolotti Pietro Sandei* | Fidjy des Melezes Future Swirly Temptress Rubis de Prere* | Csapat      | 152,30       | 16.          | 76,80**       | 229,10        | 13.           |            |             |            | 35,60      | 264,70      | 13.         |

* - csere a tereplovaglásban

** - 20 büntető pont a csere miatt

## Műugrás
Férfi
| Versenyző                        | Versenyszám        | Selejtező | Selejtező | Elődöntő | Elődöntő | Döntő   | Döntő    |
| Versenyző                        | Versenyszám        | Pont      | Helyezés  | Pont     | Helyezés | Pont    | Helyezés |
| -------------------------------- | ------------------ | --------- | --------- | -------- | -------- | ------- | -------- |
| Lorenzo Marsaglia                | Egyéni műugrás     | 405,05    | 7.        | 354,05   | 18.      | kiesett | kiesett  |
| Giovanni Tocci                   | Egyéni műugrás     | 346,85    | 22.       | kiesett  | kiesett  | kiesett | kiesett  |
| Riccardo Giovannini              | Egyéni toronyugrás | 387,65    | 15.       | 400,65   | 13.      | kiesett | kiesett  |
| Andreas Sargent Larsen           | Egyéni toronyugrás | 369,50    | 16.       | 394,15   | 15.      | kiesett | kiesett  |
| Lorenzo Marsaglia Giovanni Tocci | Szinkron műugrás   |           |           |          |          | 403,05  | 4.       |

Női
| Versenyző                        | Versenyszám        | Selejtező | Selejtező | Elődöntő | Elődöntő | Döntő   | Döntő    |
| Versenyző                        | Versenyszám        | Pont      | Helyezés  | Pont     | Helyezés | Pont    | Helyezés |
| -------------------------------- | ------------------ | --------- | --------- | -------- | -------- | ------- | -------- |
| Elena Bertocchi                  | Egyéni műugrás     | 282,30    | 14.       | 245,10   | 17.      | kiesett | kiesett  |
| Chiara Pellacani                 | Egyéni műugrás     | 297,70    | =7.       | 324,75   | 3.       | 309,60  | 4.       |
| Maia Biginelli                   | Egyéni toronyugrás | 277,00    | 18.       | 240,80   | 18.      | kiesett | kiesett  |
| Sarah Jodoin Di Maria            | Egyéni toronyugrás | 386,10    | 11.       | 294,85   | 10.      | 301,75  | 10.      |
| Elena Bertocchi Chiara Pellacani | Szinkron műugrás   |           |           |          |          | 293,52  | 4.       |

## Ökölvívás
Férfi
| Versenyző             | Versenyszám     | Selejtező                 | Nyolcaddöntő                    | Negyeddöntő                | Elődöntő          | Döntő             | Helyezés |
| Versenyző             | Versenyszám     | Ellenfél Eredmény         | Ellenfél Eredmény               | Ellenfél Eredmény          | Ellenfél Eredmény | Ellenfél Eredmény | Helyezés |
| --------------------- | --------------- | ------------------------- | ------------------------------- | -------------------------- | ----------------- | ----------------- | -------- |
| Salvatore Cavallaro   | Középsúly       | Kaan Aykutsun (TUR) · 1–4 | kiesett                         | kiesett                    | kiesett           | kiesett           | 17.      |
| Aziz Abbes Mouhiidine | Nehézsúly       |                           | Lazizbek Mullojonov (UZB) · 1–4 | kiesett                    | kiesett           | kiesett           | 9.       |
| Diego Lenzi           | Szupernehézsúly |                           | Joshua Edwards (USA) · 3–1      | Nelvie Tiafack (GER) · 0–5 | kiesett           | kiesett           | 5.       |

Női
| Versenyző           | Versenyszám | Selejtező                               | Nyolcaddöntő                  | Negyeddöntő       | Elődöntő          | Döntő             | Helyezés |
| Versenyző           | Versenyszám | Ellenfél Eredmény                       | Ellenfél Eredmény             | Ellenfél Eredmény | Ellenfél Eredmény | Ellenfél Eredmény | Helyezés |
| ------------------- | ----------- | --------------------------------------- | ----------------------------- | ----------------- | ----------------- | ----------------- | -------- |
| Giordana Sorrentino | Légsúly     | Nazym Kyzaibay (KAZ) · 1–4              | kiesett                       | kiesett           | kiesett           | kiesett           | 17.      |
| Sirine Charaabi     | Harmatsúly  | Möngöntsetsegiin Enkhjargal (MGL) · 0–5 | kiesett                       | kiesett           | kiesett           | kiesett           | 17.      |
| Irma Testa          | Pehelysúly  | Xu Zichun (CHN) · 2–3                   | kiesett                       | kiesett           | kiesett           | kiesett           | 17.      |
| Alessia Mesiano     | Könnyűsúly  | Gizem Özer (TUR) · 4–1                  | Kellie Harrington (IRL) · 0–5 | kiesett           | kiesett           | kiesett           | 9.       |
| Angela Carini       | Váltósúly   | erőnyerő                                | Ímán Helíf (ALG) · feladta    | kiesett           | kiesett           | kiesett           | 9.       |

## Röplabda

### Férfi
| Olasz férfi röplabdacsapat-játékoskeret                                                                      | Olasz férfi röplabdacsapat-játékoskeret                                                                        |
| --- | --- |
| - Fabio Balaso - Mattia Bottolo - Alessandro Bovolenta - Gianluca Galassi - Simone Giannelli - Daniele Lavia | - Alessandro Michieletto - Luca Porro - Yuri Romanò - Roberto Russo - Giovanni Sanguinetti - Riccardo Sbertoli |

#### Eredmények
Csoportkör
B csoport
| Hely. | Csapat              | M | Gy | V | Pont | Sz+ | Sz– | SzA   | P+  | P–  | PA    | Továbbjutás |
| ----- | ------------------- | - | -- | - | ---- | --- | --- | ----- | --- | --- | ----- | ----------- |
| 1.    | Olaszország (ITA)   | 3 | 3  | 0 | 9    | 9   | 2   | 4,500 | 269 | 224 | 1,201 | Negyeddöntő |
| 2.    | Lengyelország (POL) | 3 | 2  | 1 | 5    | 7   | 5   | 1,400 | 260 | 256 | 1,016 | Negyeddöntő |
| 3.    | Brazília (BRA)      | 3 | 1  | 2 | 4    | 6   | 6   | 1,000 | 273 | 241 | 1,133 | Negyeddöntő |
| 4.    | Egyiptom (EGY)      | 3 | 0  | 3 | 0    | 0   | 9   | 0,000 | 144 | 225 | 0,640 |             |

| 2024. július 27. 13:00 | Olaszország (ITA)                        | 3–1 | Brazília (BRA) | South Paris Arena 1, Párizs Nézőszám: 9485 Játékvezető: Vladimir Simonovic (SUI), Scott Dziewirz (CAN) |
| 2024. július 27. 13:00 | (25–23, 27–25, 18–25, 25–21) Jegyzőkönyv |     |                | South Paris Arena 1, Párizs Nézőszám: 9485 Játékvezető: Vladimir Simonovic (SUI), Scott Dziewirz (CAN) |

| 2024. július 30. 9:00 | Olaszország (ITA)                 | 3–0 | Egyiptom (EGY) | South Paris Arena 1, Párizs Nézőszám: 9415 Játékvezető: Hamid Al-Rousi (UAE), Wojciech Maroszek (POL) |
| 2024. július 30. 9:00 | (25–15, 25–16, 25–20) Jegyzőkönyv |     |                | South Paris Arena 1, Párizs Nézőszám: 9415 Játékvezető: Hamid Al-Rousi (UAE), Wojciech Maroszek (POL) |

| 2024. augusztus 3. 17:00 | Lengyelország (POL)                      | 1–3 | Olaszország (ITA) | South Paris Arena 1, Párizs Nézőszám: 9441 Játékvezető: Juraj Mokrý (SVK), Denny Cespedes (DOM) |
| 2024. augusztus 3. 17:00 | (15–25, 18–25, 26–24, 20–25) Jegyzőkönyv |     |                   | South Paris Arena 1, Párizs Nézőszám: 9441 Játékvezető: Juraj Mokrý (SVK), Denny Cespedes (DOM) |

Negyeddöntő
| 2024. augusztus 5. 13:00 | Olaszország (ITA)                               | 3–2 | Japán (JPN) | South Paris Arena 1, Párizs Nézőszám: 9166 Játékvezető: Ivaylo Ivanov (BUL), Wojciech Maroszek (POL) |
| 2024. augusztus 5. 13:00 | (20–25, 23–25, 27–25, 26–24, 17–15) Jegyzőkönyv |     |             | South Paris Arena 1, Párizs Nézőszám: 9166 Játékvezető: Ivaylo Ivanov (BUL), Wojciech Maroszek (POL) |

Elődöntő
| 2024. augusztus 7. 20:00 | Olaszország (ITA)                 | 0–3 | Franciaország (FRA) | South Paris Arena 1, Párizs Nézőszám: 9547 Játékvezető: Denny Cespedes (DOM), Ivaylo Ivanov (BUL) |
| 2024. augusztus 7. 20:00 | (20–25, 21–25, 21–25) Jegyzőkönyv |     |                     | South Paris Arena 1, Párizs Nézőszám: 9547 Játékvezető: Denny Cespedes (DOM), Ivaylo Ivanov (BUL) |

Bronzmérkőzés
| 2024. augusztus 9. 16:30 | Olaszország (ITA)                 | 0–3 | Egyesült Államok (USA) | South Paris Arena 1, Párizs Nézőszám: 9376 Játékvezető: Ivaylo Ivanov (BUL), Epaminondas Gerothodoros (GRE) |
| 2024. augusztus 9. 16:30 | (23–25, 28–30, 24–26) Jegyzőkönyv |     |                        | South Paris Arena 1, Párizs Nézőszám: 9376 Játékvezető: Ivaylo Ivanov (BUL), Epaminondas Gerothodoros (GRE) |

| Csapat            | Helyezés |
| ----------------- | -------- |
| Olaszország (ITA) | 4.       |

### Női
| Olasz női röplabdacsapat-játékoskeret                                                                                        | Olasz női röplabdacsapat-játékoskeret                                                             |
| --- | ------------------------------------------------------------------------------------------------- |
| - Ekaterina Antropova - Caterina Bosetti - Carlotta Cambi - Anna Danesi - Monica De Gennaro - Paola Egonu - Sarah Luisa Fahr | - Gaia Giovannini - Marina Lubian - Loveth Omoruyi - Alessia Orro - Ilaria Spirito - Miriam Sylla |

#### Eredmények
Csoportkör
C csoport
| Hely. | Csapat                      | M | Gy | V | Pont | Sz+ | Sz– | SzA   | P+  | P–  | PA    | Továbbjutás |
| ----- | --------------------------- | - | -- | - | ---- | --- | --- | ----- | --- | --- | ----- | ----------- |
| 1.    | Olaszország (ITA)           | 3 | 3  | 0 | 9    | 9   | 1   | 9,000 | 253 | 199 | 1,271 | Negyeddöntő |
| 2.    | Törökország (TUR)           | 3 | 2  | 1 | 5    | 6   | 6   | 1,000 | 250 | 262 | 0,954 | Negyeddöntő |
| 3.    | Dominikai Köztársaság (DOM) | 3 | 1  | 2 | 3    | 5   | 7   | 0,714 | 264 | 284 | 0,930 | Negyeddöntő |
| 4.    | Hollandia (NED)             | 3 | 0  | 3 | 1    | 3   | 9   | 0,333 | 260 | 282 | 0,922 |             |

| 2024. július 28. 9:00 | Olaszország (ITA)                        | 3–1 | Dominikai Köztársaság (DOM) | South Paris Arena 1, Párizs Nézőszám: 9368 Játékvezető: Nurper Özbar (TUR), Angela Grass (BRA) |
| 2024. július 28. 9:00 | (25–19, 24–26, 25–21, 25–18) Jegyzőkönyv |     |                             | South Paris Arena 1, Párizs Nézőszám: 9368 Játékvezető: Nurper Özbar (TUR), Angela Grass (BRA) |

| 2024. augusztus 1. 17:00 | Olaszország (ITA)                 | 3–0 | Hollandia (NED) | South Paris Arena 1, Párizs Nézőszám: 9400 Játékvezető: Angela Grass (BRA), Sumie Myoi (JPN) |
| 2024. augusztus 1. 17:00 | (29–27, 25–18, 25–19) Jegyzőkönyv |     |                 | South Paris Arena 1, Párizs Nézőszám: 9400 Játékvezető: Angela Grass (BRA), Sumie Myoi (JPN) |

| 2024. augusztus 4. 9:00 | Olaszország (ITA)                 | 3–0 | Törökország (TUR) | South Paris Arena 1, Párizs Nézőszám: 9384 Játékvezető: Sumie Myoi (JPN), Hamid Al-Rousi (UAE) |
| 2024. augusztus 4. 9:00 | (25–14, 25–16, 25–21) Jegyzőkönyv |     |                   | South Paris Arena 1, Párizs Nézőszám: 9384 Játékvezető: Sumie Myoi (JPN), Hamid Al-Rousi (UAE) |

Negyeddöntő
| 2024. augusztus 6. 21:00 | Olaszország (ITA)                 | 3–0 | Szerbia (SRB) | South Paris Arena 1, Párizs Nézőszám: 9253 Játékvezető: Fabrice Collados (FRA), Epaminondas Gerothodoros (GRE) |
| 2024. augusztus 6. 21:00 | (26–24, 25–20, 25–20) Jegyzőkönyv |     |               | South Paris Arena 1, Párizs Nézőszám: 9253 Játékvezető: Fabrice Collados (FRA), Epaminondas Gerothodoros (GRE) |

Elődöntő
| 2024. augusztus 8. 20:00 | Törökország (TUR)                 | 0–3 | Olaszország (ITA) | South Paris Arena 1, Párizs Nézőszám: 9309 Játékvezető: Wojciech Maroszek (POL), Sumie Myoi (JPN) |
| 2024. augusztus 8. 20:00 | (22–25, 19–25, 22–25) Jegyzőkönyv |     |                   | South Paris Arena 1, Párizs Nézőszám: 9309 Játékvezető: Wojciech Maroszek (POL), Sumie Myoi (JPN) |

Döntő
| 2024. augusztus 11. 13:00 | Egyesült Államok (USA)            | 0–3 | Olaszország (ITA) | South Paris Arena 1, Párizs Nézőszám: 9340 Játékvezető: Fabrice Collados (FRA), Wojciech Maroszek (POL) |
| 2024. augusztus 11. 13:00 | (18–25, 20–25, 17–25) Jegyzőkönyv |     |                   | South Paris Arena 1, Párizs Nézőszám: 9340 Játékvezető: Fabrice Collados (FRA), Wojciech Maroszek (POL) |

| Csapat            | Helyezés |
| ----------------- | -------- |
| Olaszország (ITA) |          |

### Strandröplabda

#### Férfi
| Versenyző                       | Csoportkör | Csoportkör | 16 közé jutásért  | Nyolcaddöntő                                                          | Negyeddöntő       | Elődöntő          | Döntő             | Helyezés |
| Versenyző                       | Ellenfél Eredmény | Hely.      | Ellenfél Eredmény | Ellenfél Eredmény                                                     | Ellenfél Eredmény | Ellenfél Eredmény | Ellenfél Eredmény | Helyezés |
| ------------------------------- | --- | ---------- | ----------------- | --------------------------------------------------------------------- | ----------------- | ----------------- | ----------------- | -------- |
| Adrian Carambula Alex Ranghieri | B csoport · Hollandia (NED) · Matthew Immers · Steven van de Velde · 22–20, 19–21, 13–15 · Norvégia (NOR) · Anders Mol · Christian Sørum · 12–21, 15–21 · Chile (CHI) · Esteban Grimalt · Marco Grimalt · 15–21, 21–23 | 4.         | kiesett           | kiesett                                                               | kiesett           | kiesett           | kiesett           | 19.      |
| Samuele Cottafava Paolo Nicolai | A csoport · Katar (QAT) · Ahmed Tijan · Cherif Younousse · 19–21, 18–21 · Ausztrália (AUS) · Izac Carracher · Mark Nicolaidis · 21–19, 21–18 · Svédország (SWE) · David Åhman · Jonatan Hellvig · 24–22, 21–17         | 2.         |                   | Egyesült Államok (USA) · Andrew Benesh · Miles Partain · 17–21, 18–21 | kiesett           | kiesett           | kiesett           | 9.       |

#### Női
| Versenyző                          | Csoportkör | Csoportkör | 16 közé jutásért  | Nyolcaddöntő                                                             | Negyeddöntő       | Elődöntő          | Döntő             | Helyezés |
| Versenyző                          | Ellenfél Eredmény | Hely.      | Ellenfél Eredmény | Ellenfél Eredmény                                                        | Ellenfél Eredmény | Ellenfél Eredmény | Ellenfél Eredmény | Helyezés |
| ---------------------------------- | --- | ---------- | ----------------- | ------------------------------------------------------------------------ | ----------------- | ----------------- | ----------------- | -------- |
| Valentina Gottardi Marta Menegatti | A csoport · Spanyolország (ESP) · Liliana Fernández · Paula Soria · 22–24, 21–9, 14–16 · Egyiptom (EGY) · Marwa Abdelhady · Doaa Elghobashy · 21–16, 21–10 · Brazília (BRA) · Ana Patrícia Ramos · Eduarda Santos Lisboa · 17–21, 10–21 | 3.         |                   | Egyesült Államok (USA) · Kelly Cheng · Sara Hughes · 18–21, 21–17, 12–15 | kiesett           | kiesett           | kiesett           | 9.       |

## Sportlövészet
Férfi
| Versenyző             | Versenyszám           | Selejtező | Selejtező | Döntő   | Döntő    |
| Versenyző             | Versenyszám           | Pont      | Helyezés  | Pont    | Helyezés |
| --------------------- | --------------------- | --------- | --------- | ------- | -------- |
| Riccardo Mazzetti     | Gyorstüzelő pisztoly  | 583       | 12.       | kiesett | kiesett  |
| Massimo Spinella      | Gyorstüzelő pisztoly  | 586       | 5.        | 10      | 6.       |
| Federico Nilo Maldini | Légpisztoly           | 581       | 2.        | 240,0   |          |
| Paolo Monna           | Légpisztoly           | 579       | 5.        | 218,6   |          |
| Edoardo Bonazzi       | Légpuska              | 629,5     | 10.       | kiesett | kiesett  |
| Edoardo Bonazzi       | Sportpuska, összetett | 588       | 14.       | kiesett | kiesett  |
| Danilo Sollazzo       | Sportpuska, összetett | 587       | 19.       | kiesett | kiesett  |
| Danilo Sollazzo       | Légpuska              | 631,4     | 3.        | 187,4   | 5.       |
| Tammaro Cassandro     | Skeet                 | 124(+11)  | 2.        | 36      | 4.       |
| Gabriele Rossetti     | Skeet                 | 122(+3)   | 7.        | kiesett | kiesett  |
| Mauro De Filippis     | Trap                  | 121       | 13.       | kiesett | kiesett  |
| Giovanni Pellielo     | Trap                  | 121       | 16.       | kiesett | kiesett  |

Női
| Versenyző          | Versenyszám           | Selejtező | Selejtező | Döntő   | Döntő    |
| Versenyző          | Versenyszám           | Pont      | Helyezés  | Pont    | Helyezés |
| ------------------ | --------------------- | --------- | --------- | ------- | -------- |
| Barbara Gambaro    | Légpuska              | 626,8     | 24.       | kiesett | kiesett  |
| Barbara Gambaro    | Sportpuska, összetett | 580       | 23.       | kiesett | kiesett  |
| Diana Bacosi       | Skeet                 | 117       | 15.       | kiesett | kiesett  |
| Martina Bartolomei | Skeet                 | 117       | 16.       | kiesett | kiesett  |
| Jessica Rossi      | Trap                  | 120       | 9.        | kiesett | kiesett  |
| Silvana Stanco     | Trap                  | 122(+0+1) | 4.        | 40      |          |

Vegyes
| Versenyző                            | Versenyszám | Selejtező | Selejtező | Döntő                                                           | Döntő    |
| Versenyző                            | Versenyszám | Pont      | Helyezés  | Pont                                                            | Helyezés |
| ------------------------------------ | ----------- | --------- | --------- | --------------------------------------------------------------- | -------- |
| Barbara Gambaro Danilo Sollazzo      | Légpuska    | 625,4     | 17.       | kiesett                                                         | kiesett  |
| Diana Bacosi Gabriele Rossetti       | Skeet       | 149       | 1.        | Egyesült Államok (USA) · Vincent Hancock · Austen Smith · 45–44 |          |
| Martina Bartolomei Tammaro Cassandro | Skeet       | 144       | 5.        | kiesett                                                         | kiesett  |

## Sportmászás
Gyorsasági
| Versenyző      | Versenyszám | Selejtező | Selejtező | Nyolcaddöntő             | Negyeddöntő                     | Elődöntő             | Bronz- mérkőzés      | Döntő                | Helyezés |
| Versenyző      | Versenyszám | Idő       | Hely.     | Ellenfél Győztes idő     | Ellenfél Győztes idő            | Ellenfél Győztes idő | Ellenfél Győztes idő | Ellenfél Győztes idő | Helyezés |
| -------------- | ----------- | --------- | --------- | ------------------------ | ------------------------------- | -------------------- | -------------------- | -------------------- | -------- |
| Matteo Zurloni | Férfi       | 4,94      | 4.        | Long Jinbao (CHN) · 5,06 | Vu Peng (Wu Peng) (CHN) · 4,995 | kiesett              | kiesett              | kiesett              | 6.       |
| Beatrice Colli | Női         | 8,18      | 11.       | Zhou Yafei (CHN) · 6,55  | kiesett                         | kiesett              | kiesett              | kiesett              | 11.      |

Kombinált
| Versenyző      | Versenyszám | Elődöntő       | Elődöntő       | Elődöntő       | Elődöntő       | Elődöntő       | Elődöntő       | Elődöntő         | Elődöntő         | Összesítés | Összesítés | Döntő          | Döntő          | Döntő          | Döntő          | Döntő          | Döntő          | Döntő            | Döntő            | Összesítés | Összesítés |
| Versenyző      | Versenyszám | Boulder mászás | Boulder mászás | Boulder mászás | Boulder mászás | Boulder mászás | Boulder mászás | Nehézségi mászás | Nehézségi mászás | Összesítés | Összesítés | Boulder mászás | Boulder mászás | Boulder mászás | Boulder mászás | Boulder mászás | Boulder mászás | Nehézségi mászás | Nehézségi mászás | Összesítés | Összesítés |
| Versenyző      | Versenyszám | 1              | 2              | 3              | 4              | Pont           | Hely.          | Pont             | Hely.            | Pont       | Hely.      | 1              | 2              | 3              | 4              | Pont           | Hely.          | Pont             | Hely.            | Pont       | Hely.      |
| -------------- | ----------- | -------------- | -------------- | -------------- | -------------- | -------------- | -------------- | ---------------- | ---------------- | ---------- | ---------- | -------------- | -------------- | -------------- | -------------- | -------------- | -------------- | ---------------- | ---------------- | ---------- | ---------- |
| Camilla Moroni | Női         | 5,0            | 24,5           | 10,0           | 24,5           | 64,0           | 8.             | 36,1             | 19.              | 101,1      | 12.        | kiesett        | kiesett        | kiesett        | kiesett        | kiesett        | kiesett        | kiesett          | kiesett          | 101,1      | 12.        |
| Laura Rogora   | Női         | 0,0            | 4,4            | 5,0            | 3,8            | 13,2           | 18.            | 57,1             | 8.               | 70,3       | 18.        | kiesett        | kiesett        | kiesett        | kiesett        | kiesett        | kiesett        | kiesett          | kiesett          | 70,3       | 18.        |

## Súlyemelés
Férfi
| Versenyző          | Versenyszám | Szakítás                 | Szakítás                 | Lökés    | Lökés    | Összesen | Helyezés |
| Versenyző          | Versenyszám | Eredmény                 | Helyezés                 | Eredmény | Helyezés | Összesen | Helyezés |
| ------------------ | ----------- | ------------------------ | ------------------------ | -------- | -------- | -------- | -------- |
| Sergio Massidda    | 61 kg       | érvényes kísérlet nélkül | érvényes kísérlet nélkül | kiesett  | kiesett  | kiesett  | kiesett  |
| Antonino Pizzolato | 89 kg       | 172                      | 4.                       | 212      | 2.       | 384      |          |

Női
| Versenyző          | Versenyszám | Szakítás | Szakítás | Lökés    | Lökés    | Összesen | Helyezés |
| Versenyző          | Versenyszám | Eredmény | Helyezés | Eredmény | Helyezés | Összesen | Helyezés |
| ------------------ | ----------- | -------- | -------- | -------- | -------- | -------- | -------- |
| Lucrezia Magistris | 59 kg       | 96       | 10.      | 112      | 11.      | 208      | 11.      |

## Szinkronúszás
| Versenyző | Versenyszám | Döntő               | Döntő               | Döntő            | Döntő            | Döntő                 | Döntő                 | Döntő      | Döntő      | Helyezés |
| Versenyző | Versenyszám | Technikai gyakorlat | Technikai gyakorlat | Szabad gyakorlat | Szabad gyakorlat | Akrobatikus gyakorlat | Akrobatikus gyakorlat | Összesítés | Összesítés | Helyezés |
| Versenyző | Versenyszám | Pont                | Hely.               | Pont             | Hely.            | Pont                  | Hely.                 | Pont       | Hely.      | Helyezés |
| --- | ----------- | ------------------- | ------------------- | ---------------- | ---------------- | --------------------- | --------------------- | ---------- | ---------- | -------- |
| Linda Cerruti Marta Iacoacci Sofia Mastroianni Enrica Piccoli Lucrezia Ruggiero Isotta Sportelli Giulia Vernice Francesca Zunino | Csapat      | 277,8304            | 5.                  | 326,1500         | 8.               | 241,9866              | 8.                    | 845,9670   | 8.         | 8.       |

## Taekwondo
Férfi
| Versenyző        | Versenyszám | Selejtező         | Nyolcaddöntő                     | Negyeddöntő                    | Elődöntő                     | Vigaszág elődöntő             | Bronz- mérkőzés                   | Döntő             | Helyezés |
| Versenyző        | Versenyszám | Ellenfél Eredmény | Ellenfél Eredmény                | Ellenfél Eredmény              | Ellenfél Eredmény            | Ellenfél Eredmény             | Ellenfél Eredmény                 | Ellenfél Eredmény | Helyezés |
| ---------------- | ----------- | ----------------- | -------------------------------- | ------------------------------ | ---------------------------- | ----------------------------- | --------------------------------- | ----------------- | -------- |
| Vito Dell'Aquila | Légsúly     | erőnyerő          | Samirkhon Ababakirov (KAZ) · 2–1 | Salim Omar (HUN) · 2–0         | Gashim Magomedov (AZE) · 0–2 |                               | Cyrian Ravet (FRA) · visszalépett |                   | 5.       |
| Simone Alessio   | Váltósúly   | erőnyerő          | Batyrkhan Toleugali (KAZ) · 2–0  | Mehran Barkhordari (IRI) · 1–2 |                              | Jasurbek Jaysunov (UZB) · 2–0 | Carl Nickolas (USA) · 2–0         |                   |          |

Női
| Versenyző                 | Versenyszám | Selejtező         | Nyolcaddöntő             | Negyeddöntő       | Elődöntő          | Vigaszág elődöntő | Bronz- mérkőzés   | Döntő             | Helyezés |
| Versenyző                 | Versenyszám | Ellenfél Eredmény | Ellenfél Eredmény        | Ellenfél Eredmény | Ellenfél Eredmény | Ellenfél Eredmény | Ellenfél Eredmény | Ellenfél Eredmény | Helyezés |
| ------------------------- | ----------- | ----------------- | ------------------------ | ----------------- | ----------------- | ----------------- | ----------------- | ----------------- | -------- |
| Ilenia Elisabetta Matonti | Légsúly     | erőnyerő          | Merve Dinçel (TUR) · 0–2 | kiesett           | kiesett           | kiesett           | kiesett           | kiesett           | 11.      |

## Tenisz
Férfi
| Versenyző                       | Versenyszám | 64-es főtábla                        | 32-es főtábla                                                                           | Nyolcaddöntő                  | Negyeddöntő                       | Elődöntő                       | Bronz- mérkőzés                             | Döntő             | Helyezés |
| Versenyző                       | Versenyszám | Ellenfél Eredmény                    | Ellenfél Eredmény                                                                       | Ellenfél Eredmény             | Ellenfél Eredmény                 | Ellenfél Eredmény              | Ellenfél Eredmény                           | Ellenfél Eredmény | Helyezés |
| ------------------------------- | ----------- | ------------------------------------ | --------------------------------------------------------------------------------------- | ----------------------------- | --------------------------------- | ------------------------------ | ------------------------------------------- | ----------------- | -------- |
| Matteo Arnaldi                  | Egyes       | Arthur Fils (FRA) · 6–4, 7–6(9–7)    | Dominik Koepfer (GER) · 6–3, 2–6, 1–6                                                   | kiesett                       | kiesett                           | kiesett                        | kiesett                                     | kiesett           | 17.      |
| Luciano Darderi                 | Egyes       | Tommy Paul (USA) · 3–6, 4–6          | kiesett                                                                                 | kiesett                       | kiesett                           | kiesett                        | kiesett                                     | kiesett           | 33.      |
| Lorenzo Musetti                 | Egyes       | Gaël Monfils (FRA) · 6–1, 6–4        | Mariano Navone (ARG) · 7–6(7–2), 6–3                                                    | Taylor Fritz (USA) · 6–4, 7–5 | Alexander Zverev (GER) · 7–5, 7–5 | Novak Đoković (SRB) · 4–6, 2–6 | Félix Auger-Aliassime (CAN) · 6–4, 1–6, 6–3 |                   |          |
| Andrea Vavassori                | Egyes       | Pedro Martínez (ESP) · 6–4, 4–6, 6–4 | Casper Ruud (NOR) · 6–4, 4–6, 3–6                                                       | kiesett                       | kiesett                           | kiesett                        | kiesett                                     | kiesett           | 17.      |
| Simone Bolelli Andrea Vavassori | Páros       |                                      | Spanyolország (ESP) · Pablo Carreño Busta · Marcel Granollers · 6–2, 6–7(5–7), [7]–[10] | kiesett                       | kiesett                           | kiesett                        | kiesett                                     | kiesett           | 17.      |
| Luciano Darderi Lorenzo Musetti | Páros       |                                      | Chile (CHI) · Nicolás Jarry · Alejandro Tabilo · 3–6, 7–6(7–5), [5]–[10]                | kiesett                       | kiesett                           | kiesett                        | kiesett                                     | kiesett           | 17.      |

Női
| Versenyző                              | Versenyszám | 64-es főtábla                                  | 32-es főtábla                                                         | Nyolcaddöntő                                                             | Negyeddöntő                                                      | Elődöntő                                                       | Bronz- mérkőzés   | Döntő                                                                               | Helyezés |
| Versenyző                              | Versenyszám | Ellenfél Eredmény                              | Ellenfél Eredmény                                                     | Ellenfél Eredmény                                                        | Ellenfél Eredmény                                                | Ellenfél Eredmény                                              | Ellenfél Eredmény | Ellenfél Eredmény                                                                   | Helyezés |
| -------------------------------------- | ----------- | ---------------------------------------------- | --------------------------------------------------------------------- | ------------------------------------------------------------------------ | ---------------------------------------------------------------- | -------------------------------------------------------------- | ----------------- | ----------------------------------------------------------------------------------- | -------- |
| Lucia Bronzetti                        | Egyes       | Donna Vekić (CRO) · 2–6, 5–7                   | kiesett                                                               | kiesett                                                                  | kiesett                                                          | kiesett                                                        | kiesett           | kiesett                                                                             | 33.      |
| Elisabetta Cocciaretto                 | Egyes       | Gyiana Snajgyer (AIN) · 2–6, 5–7               | kiesett                                                               | kiesett                                                                  | kiesett                                                          | kiesett                                                        | kiesett           | kiesett                                                                             | 33.      |
| Sara Errani                            | Egyes       | Cseng Csin-ven (Zheng Qinwen) (CHN) · 0–6, 0–6 | kiesett                                                               | kiesett                                                                  | kiesett                                                          | kiesett                                                        | kiesett           | kiesett                                                                             | 33.      |
| Jasmine Paolini                        | Egyes       | Ana Bogdan (ROU) · 7–5, 6–3                    | Magda Linette (POL) · 6–4, 6–1                                        | Anna Karolína Schmiedlová (SVK) · 5–7, 6–3, 5–7                          | kiesett                                                          | kiesett                                                        | kiesett           | kiesett                                                                             | 9.       |
| Lucia Bronzetti Elisabetta Cocciaretto | Páros       |                                                | Spanyolország (ESP) · Cristina Bucșa · Sara Sorribes Tormo · 1–6, 2–6 | kiesett                                                                  | kiesett                                                          | kiesett                                                        | kiesett           | kiesett                                                                             | 17.      |
| Sara Errani Jasmine Paolini            | Páros       |                                                | Új-Zéland (NZL) · Erin Routliffe · Lulu Sun · 6–2, 6–3                | Franciaország (FRA) · Caroline Garcia · Diane Parry · 5–7, 6–3, [10]–[8] | Nagy-Britannia (GBR) · Katie Boulter · Heather Watson · 6–3, 6–1 | Csehország (CZE) · Karolína Muchová · Linda Nosková · 6–3, 6–2 |                   | Független résztvevők (AIN) · Mirra Andrejeva · Gyiana Snajgyer · 2–6, 6–1, [10]–[7] |          |

Vegyes
| Versenyző                    | Versenyszám | Nyolcaddöntő                                                                | Negyeddöntő                                                               | Elődöntő          | Bronz- mérkőzés   | Döntő             | Helyezés |
| Versenyző                    | Versenyszám | Ellenfél Eredmény                                                           | Ellenfél Eredmény                                                         | Ellenfél Eredmény | Ellenfél Eredmény | Ellenfél Eredmény | Helyezés |
| ---------------------------- | ----------- | --------------------------------------------------------------------------- | ------------------------------------------------------------------------- | ----------------- | ----------------- | ----------------- | -------- |
| Sara Errani Andrea Vavassori | Páros       | Független résztvevők (AIN) · Mirra Andrejeva · Danyiil Medvegyev · 6–3, 6–2 | Hollandia (NED) · Wesley Koolhof · Demi Schuurs · 7–6(7–4), 3–6, [9]–[11] | kiesett           | kiesett           | kiesett           | 5.       |

## Tollaslabda
| Versenyző     | Versenyszám | Csoportkör                                                                      | Csoportkör | Nyolcaddöntő      | Negyeddöntő       | Elődöntő          | Bronz- mérkőzés   | Döntő             | Helyezés |
| Versenyző     | Versenyszám | Ellenfél Eredmény                                                               | Hely.      | Ellenfél Eredmény | Ellenfél Eredmény | Ellenfél Eredmény | Ellenfél Eredmény | Ellenfél Eredmény | Helyezés |
| ------------- | ----------- | ------------------------------------------------------------------------------- | ---------- | ----------------- | ----------------- | ----------------- | ----------------- | ----------------- | -------- |
| Giovanni Toti | Férfi egyes | A csoport · Sören Opti (SUR) · 21–8, 4–1 feladta · Shi Yuqi (CHN) · 9–21, 10–21 | 2.         | kiesett           | kiesett           | kiesett           | kiesett           | kiesett           | 14.      |

## Torna
Férfi
| Versenyző                                                                     | Versenyszám      | Selejtező | Selejtező | Döntő    | Döntő    |
| Versenyző                                                                     | Versenyszám      | Pontszám  | Helyezés  | Pontszám | Helyezés |
| ----------------------------------------------------------------------------- | ---------------- | --------- | --------- | -------- | -------- |
| Yumin Abbadini                                                                | Talaj            | 13,933    | 24.       | kiesett  | kiesett  |
| Yumin Abbadini                                                                | Korlát           | 14,200    | 31.       | kiesett  | kiesett  |
| Yumin Abbadini                                                                | Nyújtó           | 14,200    | 9.        | kiesett  | kiesett  |
| Yumin Abbadini                                                                | Gyűrű            | 13,400    | =33.      | kiesett  | kiesett  |
| Yumin Abbadini                                                                | Lólengés         | 14,200    | 19.       | kiesett  | kiesett  |
| Yumin Abbadini                                                                | Egyéni összetett | 83,933    | 8.        | 83,198   | 11.      |
| Nicola Bartolini                                                              | Talaj            | 14,000    | 19.       | kiesett  | kiesett  |
| Nicola Bartolini                                                              | Korlát           | 14,100    | 35.       | kiesett  | kiesett  |
| Lorenzo Casali                                                                | Talaj            | 14,000    | =20.      | kiesett  | kiesett  |
| Lorenzo Casali                                                                | Korlát           | 14,000    | 39.       | kiesett  | kiesett  |
| Lorenzo Casali                                                                | Nyújtó           | 13,433    | 30.       | kiesett  | kiesett  |
| Lorenzo Casali                                                                | Gyűrű            | 13,600    | 26.       | kiesett  | kiesett  |
| Lorenzo Casali                                                                | Lólengés         | 11,700    | 60.       | kiesett  | kiesett  |
| Lorenzo Casali                                                                | Egyéni összetett | 81,166    | 25.       | kiesett  | kiesett  |
| Mario Macchiati                                                               | Talaj            | 13,566    | 39.       | kiesett  | kiesett  |
| Mario Macchiati                                                               | Korlát           | 13,766    | 49.       | kiesett  | kiesett  |
| Mario Macchiati                                                               | Nyújtó           | 13,166    | 40.       | kiesett  | kiesett  |
| Mario Macchiati                                                               | Gyűrű            | 13,400    | =33.      | kiesett  | kiesett  |
| Mario Macchiati                                                               | Lólengés         | 13,833    | 23.       | kiesett  | kiesett  |
| Mario Macchiati                                                               | Egyéni összetett | 82,231    | 16.       | 81,497   | 19.      |
| Carlo Macchini                                                                | Nyújtó           | 11,666    | 65.       | kiesett  | kiesett  |
| Carlo Macchini                                                                | Lólengés         | 12,766    | 49.       | kiesett  | kiesett  |
| Yumin Abbadini Nicola Bartolini Lorenzo Casali Mario Macchiati Carlo Macchini | Csapat összetett | 249,764   | 6.        | 248,260  | 6.       |

Női
| Versenyző                                                               | Versenyszám      | Selejtező | Selejtező | Döntő    | Döntő    |
| Versenyző                                                               | Versenyszám      | Pontszám  | Helyezés  | Pontszám | Helyezés |
| ----------------------------------------------------------------------- | ---------------- | --------- | --------- | -------- | -------- |
| Angela Andreoli                                                         | Talaj            | 13,500    | 13.       | kiesett  | kiesett  |
| Angela Andreoli                                                         | Gerenda          | 13,366    | 25.       | kiesett  | kiesett  |
| Alice D'Amato                                                           | Talaj            | 13,700    | 5.        | 13,600   | 6.       |
| Alice D'Amato                                                           | Felemás korlát   | 14,666    | 6.        | 14,733   | 5.       |
| Alice D'Amato                                                           | Gerenda          | 13,866    | 7.        | 14,366   |          |
| Alice D'Amato                                                           | Egyéni összetett | 55,432    | 7.        | 56,333   | 4.       |
| Manila Esposito                                                         | Talaj            | 13,633    | 7.        | 12,133   | 9.       |
| Manila Esposito                                                         | Felemás korlát   | 14,166    | 15.       | kiesett  | kiesett  |
| Manila Esposito                                                         | Gerenda          | 13,966    | 6.        | 14,000   |          |
| Manila Esposito                                                         | Egyéni összetett | 55,898    | 6.        | 53,599   | 14.      |
| Elisa Iorio                                                             | Talaj            | 12,800    | 35.       | kiesett  | kiesett  |
| Elisa Iorio                                                             | Felemás korlát   | 14,366    | 12.       | kiesett  | kiesett  |
| Elisa Iorio                                                             | Gerenda          | 12,966    | 39.       | kiesett  | kiesett  |
| Elisa Iorio                                                             | Egyéni összetett | 53,898    | 13.       | kiesett  | kiesett  |
| Giorgia Villa                                                           | Felemás korlát   | 13,666    | 27.       | kiesett  | kiesett  |
| Angela Andreoli Alice D'Amato Manila Esposito Elisa Iorio Giorgia Villa | Csapat összetett | 166,861   | 2.        | 165,494  |          |

### Ritmikus gimnasztika
| Versenyző          | Versenyszám | Selejtező | Selejtező | Selejtező | Selejtező | Selejtező | Selejtező | Selejtező | Selejtező | Selejtező | Selejtező | Döntő  | Döntő  | Döntő  | Döntő | Döntő    | Döntő    | Döntő  | Döntő  | Döntő    | Döntő    | Helyezés |
| Versenyző          | Versenyszám | Karika    | Karika    | Labda     | Labda     | Buzogány  | Buzogány  | Szalag    | Szalag    | Összesen  | Összesen  | Karika | Karika | Labda  | Labda | Buzogány | Buzogány | Szalag | Szalag | Összesen | Összesen | Helyezés |
| Versenyző          | Versenyszám | Pont      | Hely.     | Pont      | Hely.     | Pont      | Hely.     | Pont      | Hely.     | Pont      | Hely.     | Pont   | Hely.  | Pont   | Hely. | Pont     | Hely.    | Pont   | Hely.  | Pont     | Hely.    | Helyezés |
| ------------------ | ----------- | --------- | --------- | --------- | --------- | --------- | --------- | --------- | --------- | --------- | --------- | ------ | ------ | ------ | ----- | -------- | -------- | ------ | ------ | -------- | -------- | -------- |
| Milena Baldassarri | Egyéni      | 33,300    | 9.        | 32,750    | 8.        | 30,900    | 11.       | 32,300    | 6.        | 129,250   | 9.        | 32,600 | 8.     | 33,150 | 5.    | 32,500   | 9.       | 31,450 | 8.     | 129,700  | 8.       | 8.       |
| Sofia Raffaeli     | Egyéni      | 35,700    | 1.        | 34,450    | 5.        | 35,000    | 2.        | 33,950    | 1.        | 139,100   | 1.        | 35,250 | 4.     | 32,900 | 6.    | 35,900   | 2.       | 32,250 | 7.     | 136,300  | 3.       |          |

| Versenyző                                                                       | Versenyszám | Selejtező | Selejtező | Selejtező           | Selejtező           | Selejtező | Selejtező | Döntő    | Döntő    | Döntő               | Döntő               | Döntő    | Döntő    | Helyezés |
| Versenyző                                                                       | Versenyszám | 5 karika  | 5 karika  | 3 szalag és 2 labda | 3 szalag és 2 labda | Összesen  | Összesen  | 5 karika | 5 karika | 3 szalag és 2 labda | 3 szalag és 2 labda | Összesen | Összesen | Helyezés |
| Versenyző                                                                       | Versenyszám | Pont      | Hely.     | Pont                | Hely.               | Pont      | Hely.     | Pont     | Hely.    | Pont                | Hely.               | Pont     | Hely.    | Helyezés |
| ------------------------------------------------------------------------------- | ----------- | --------- | --------- | ------------------- | ------------------- | --------- | --------- | -------- | -------- | ------------------- | ------------------- | -------- | -------- | -------- |
| Martina Centofanti Agnese Duranti Alessia Maurelli Daniela Mogurean Laura Paris | Csapat      | 38,200    | 1.        | 31,150              | 6.                  | 69,350    | 2.        | 36,100   | 3.       | 32,000              | 4.                  | 68,100   | 3.       |          |

## Triatlon
Egyéni
| Versenyző          | Versenyszám | 1,5 km úszás | Depózás 1 | 40 km kerékpározás | Depózás 2 | 10 km futás | Összesítés | Összesítés |
| Versenyző          | Versenyszám | Idő          | Idő       | Idő                | Idő       | Idő         | Idő        | Helyezés   |
| ------------------ | ----------- | ------------ | --------- | ------------------ | --------- | ----------- | ---------- | ---------- |
| Alessio Crociani   | Férfi       | 20:10        | 0:49      | 52:32              | 0:24      | 34:24       | 1:48:19    | 30.        |
| Gianluca Pozzatti  | Férfi       | 20:31        | 0:51      | 52:01              | 0:27      | 30:51       | 1:44:41    | 14.        |
| Alice Betto        | Női         | 23:41        | 0:56      | 58:11              | 0:28      | 34:40       | 1:57:56    | 16.        |
| Bianca Seregni     | Női         | 22:14        | 0:59      | 59:37              | 0:31      | 35:50       | 1:59:11    | 22.        |
| Verena Steinhauser | Női         | 24:51        | 0:56      | 1:00:28            | 0:29      | 35:51       | 2:02:35    | 39.        |

Csapat
| Versenyző                                                         | Versenyszám   | Úszás (300 m X 4) | Depózás 1 | Kerékpározás (6,8 km X 4) | Depózás 2 | Futás (2 km X 4) | Összesen | Hely. |
| ----------------------------------------------------------------- | ------------- | ----------------- | --------- | ------------------------- | --------- | ---------------- | -------- | ----- |
| Gianluca Pozzatti Alice Betto Alessio Crociani Verena Steinhauser | Vegyes csapat | 18:49             | 4:28      | 40:30                     | 1:43      | 21:41            | 1:27:11  | 6.    |

## Úszás
Férfi
| Versenyző                                                                                        | Versenyszám      | Előfutam | Előfutam | Előfutam | Elődöntő | Elődöntő | Elődöntő | Döntő     | Döntő    |
| Versenyző                                                                                        | Versenyszám      | Idő      | Hely.    | Össz.    | Idő      | Hely.    | Össz.    | Idő       | Helyezés |
| ------------------------------------------------------------------------------------------------ | ---------------- | -------- | -------- | -------- | -------- | -------- | -------- | --------- | -------- |
| Lorenzo Zazzeri                                                                                  | 50 m gyors       | 21,64    | 3.       | 4.       | 21,83    | 5.       | 12.      | kiesett   | kiesett  |
| Leonardo Deplano                                                                                 | 50 m gyors       | 21,79    | 2.       | 6.*      | 21,50    | 3.       | 3.       | 21,62     | 7.       |
| Leonardo Deplano                                                                                 | 100 m gyors      | 48,82    | 6.       | 23.**    | kiesett  | kiesett  | kiesett  | kiesett   | kiesett  |
| Alessandro Miressi                                                                               | 100 m gyors      | 48,24    | 4.       | 7.       | 47,95    | 5.       | 9.       | kiesett   | kiesett  |
| Filippo Megli                                                                                    | 200 m gyors      | 1:47,39  | 5.       | 16.      | 1:46,87  | 7.       | 13.      | kiesett   | kiesett  |
| Alessandro Ragaini                                                                               | 200 m gyors      | 1:47,31  | 4.       | 15.      | 1:47,08  | 7.       | 14.      | kiesett   | kiesett  |
| Matteo Lamberti                                                                                  | 400 m gyors      | 3:48,38  | 7.       | 20.      |          |          |          | kiesett   | kiesett  |
| Marco De Tullio                                                                                  | 400 m gyors      | 3:47,90  | 6.       | 17.      |          |          |          | kiesett   | kiesett  |
| Luca De Tullio                                                                                   | 800 m gyors      | 7:44,07  | 5.       | 7.       |          |          |          | 7:46,16   | 7.       |
| Luca De Tullio                                                                                   | 1500 m gyors     | 14:55,61 | 6.       | 12.      |          |          |          | kiesett   | kiesett  |
| Gregorio Paltrinieri                                                                             | 1500 m gyors     | 14:42,56 | 2.       | 2.       |          |          |          | 14:34,55  |          |
| Gregorio Paltrinieri                                                                             | 800 m gyors      | 7:42,48  | 2.       | 3.       |          |          |          | 7:39,38   |          |
| Gregorio Paltrinieri                                                                             | 10 km nyílt vízi |          |          |          |          |          |          | 1:51:58,0 | 9.       |
| Domenico Acerenza                                                                                | 10 km nyílt vízi |          |          |          |          |          |          | 1:51:09,6 | 4.       |
| Michele Lamberti                                                                                 | 100 m hát        | 54,22    | 8.       | 23.      | kiesett  | kiesett  | kiesett  | kiesett   | kiesett  |
| Thomas Ceccon                                                                                    | 100 m hát        | 53,45    | 4.       | 12.      | 52,58    | 1.       | 2.       | 52,00     |          |
| Thomas Ceccon                                                                                    | 200 m hát        | 1:57,69  | 4.       | 14.      | 1:56,59  | 4.       | 9.       | kiesett   | kiesett  |
| Matteo Restivo                                                                                   | 200 m hát        | 1:59,05  | 8.       | 24.      | kiesett  | kiesett  | kiesett  | kiesett   | kiesett  |
| Nicolò Martinenghi                                                                               | 100 m mell       | 59,39    | 3.       | 4.*      | 59,28    | 3.       | 6.       | 59,03     |          |
| Ludovico Viberti                                                                                 | 100 m mell       | 59,93    | 5.       | 15.      | 59,38    | 4.*      | 8.*      | kiesett   | kiesett  |
| Giacomo Carini                                                                                   | 200 m pillangó   | 1:55,81  | 5.       | 12.      | 1:55,20  | 6.       | 12.      | kiesett   | kiesett  |
| Alberto Razzetti                                                                                 | 200 m pillangó   | 1:54,78  | 1.       | 4.       | 1:54,51  | 4.       | 7.       | 1:54,85   | 8.       |
| Alberto Razzetti                                                                                 | 200 m vegyes     | 1:58,00  | 3.       | 4.       | 1:57,10  | 5.       | 7.       | 1:56,82   | 6.       |
| Alberto Razzetti                                                                                 | 400 m vegyes     | 4:11,52  | 3.       | 6.**     |          |          |          | 4:09,38   | 5.       |
| Alessandro Miressi Thomas Ceccon Paolo Conte Bonin Manuel Frigo Lorenzo Zazzeri Leonardo Deplano | 4 × 100 m gyors  | 3:12,94  | 3.       | 6.       |          |          |          | 3:10,70   |          |
| Giovanni Caserta Alessandro Ragaini Carlos D'Ambrosio Filippo Megli                              | 4 × 200 m gyors  | 7:08,63  | 4.       | 10.      |          |          |          | kiesett   | kiesett  |
| Thomas Ceccon Nicolò Martinenghi Giacomo Carini Alessandro Miressi                               | 4 × 100 m vegyes | 3:32,71  | 5.       | 9.       |          |          |          | kiesett   | kiesett  |

| Versenyző        | Versenyszám | Szétúszás a döntőért | Szétúszás a döntőért |
| Versenyző        | Versenyszám | Idő                  | Helyezés             |
| ---------------- | ----------- | -------------------- | -------------------- |
| Ludovico Viberti | 100 m mell  | 59,90                | 2.                   |

Női
| Versenyző                                                               | Versenyszám      | Előfutam | Előfutam | Előfutam | Elődöntő | Elődöntő | Elődöntő | Döntő     | Döntő    |
| Versenyző                                                               | Versenyszám      | Idő      | Hely.    | Össz.    | Idő      | Hely.    | Össz.    | Idő       | Helyezés |
| ----------------------------------------------------------------------- | ---------------- | -------- | -------- | -------- | -------- | -------- | -------- | --------- | -------- |
| Sara Curtis                                                             | 50 m gyors       | 24,67    | 6.       | 13.      | 24,77    | 7.       | 14.      | kiesett   | kiesett  |
| Simona Quadarella                                                       | 800 m gyors      | 8:20,89  | 4.       | 6.       |          |          |          | 8:14,55   | 4.       |
| Simona Quadarella                                                       | 1500 m gyors     | 15:51,19 | 1.       | 2.       |          |          |          | 15:44,05  | 4.       |
| Ginevra Taddeucci                                                       | 1500 m gyors     | 16:12,45 | 5.       | 11.      |          |          |          | kiesett   | kiesett  |
| Ginevra Taddeucci                                                       | 10 km nyílt vízi |          |          |          |          |          |          | 2:03:42,8 |          |
| Giulia Gabbrielleschi                                                   | 10 km nyílt vízi |          |          |          |          |          |          | 2:04:17,9 | 6.       |
| Margherita Panziera                                                     | 200 m hát        | 2:11,60  | 6.       | 20.      | kiesett  | kiesett  | kiesett  | kiesett   | kiesett  |
| Lisa Angiolini                                                          | 100 m mell       | 1:06,27  | 3.       | 9.       | 1:06,39  | 4.       | 9.       | kiesett   | kiesett  |
| Benedetta Pilato                                                        | 100 m mell       | 1:06,19  | 3.       | 6.       | 1:06,12  | 3.       | 7.       | 1:05,60   | 4.*      |
| Francesca Fangio                                                        | 200 m mell       | 2:25,85  | 6.       | 15.      | 2:25,39  | 7.       | 14.      | kiesett   | kiesett  |
| Costanza Cocconcelli                                                    | 100 m pillangó   | 58,66    | 8.       | 21.      | kiesett  | kiesett  | kiesett  | kiesett   | kiesett  |
| Viola Scotto di Carlo                                                   | 100 m pillangó   | kizárták | kizárták | kizárták | kiesett  | kiesett  | kiesett  | kiesett   | kiesett  |
| Sara Franceschi                                                         | 200 m vegyes     | 2:12,88  | 5.*      | 18.*     | kiesett  | kiesett  | kiesett  | kiesett   | kiesett  |
| Sara Franceschi                                                         | 400 m vegyes     | 4:48,89  | 7.       | 15.      |          |          |          | kiesett   | kiesett  |
| Sofia Morini Chiara Tarantino Sara Curtis Emma Virginia Menicucci       | 4 × 100 m gyors  | 3:36,28  | 3.       | 8.       |          |          |          | 3:36,51   | 8.       |
| Sofia Morini Giulia D'Innocenzo Matilde Biagiotti Giulia Ramatelli      | 4 × 200 m gyors  | 7:55,29  | 5.       | 9.       |          |          |          | kiesett   | kiesett  |
| Margherita Panziera Benedetta Pilato Viola Scotto di Carlo Sofia Morini | 4 × 100 m vegyes | kizárták | kizárták | kizárták |          |          |          | kiesett   | kiesett  |

Vegyes
| Versenyző                                                             | Versenyszám      | Előfutam | Előfutam | Előfutam | Döntő   | Döntő    |
| Versenyző                                                             | Versenyszám      | Idő      | Hely.    | Össz.    | Idő     | Helyezés |
| --------------------------------------------------------------------- | ---------------- | -------- | -------- | -------- | ------- | -------- |
| Michele Lamberti Nicolò Martinenghi Costanza Cocconcelli Sofia Morini | 4 × 100 m vegyes | 3:45,80  | 5.       | 11.      | kiesett | kiesett  |

* - egy másik versenyzővel azonos időt ért el

** - két másik versenyzővel azonos időt ért el

## Vitorlázás
Férfi
| Versenyző                 | Versenyszám              | Futam | Futam | Futam | Futam | Futam | Futam | Futam | Futam | Futam | Futam | Futam | Futam | Futam | Futam | Futam | Futam   | Futam   | Pontszám | Helyezés |
| Versenyző                 | Versenyszám              | 1     | 2     | 3     | 4     | 5     | 6     | 7     | 8     | 9     | 10    | 11    | 12    | 13    | 14-20 | N     | E       | É       | Pontszám | Helyezés |
| ------------------------- | ------------------------ | ----- | ----- | ----- | ----- | ----- | ----- | ----- | ----- | ----- | ----- | ----- | ----- | ----- | ----- | ----- | ------- | ------- | -------- | -------- |
| Nicolò Renna              | IQFoil (Szörfvitorlázás) | 2     | 15    | 25    | 4     | 2     | 5     | 25    | 12    | 12    | 7     | 1     | 9     | 4     | X     | 3     | kiesett | kiesett | 73       | 6.       |
| Lorenzo Brando Chiavarini | ILCA 7 (Laser)           | 25    | 21    | 4     | 6     | 17    | 27    | 5     | 19    | X     | X     |       |       |       |       |       |         | 14      | 111      | 9.       |

| Versenyző        | Versenyszám  | Futam | Futam | Futam | Futam | Futam | Futam | Futam | Futam | Futam | Futam | Futam                                                                     | Futam                                                                     | Futam                                                                    | Futam                                                                    | Futam                                                                    | Helyezés |
| Versenyző        | Versenyszám  | 1     | 2     | 3     | 4     | 5     | 6     | 7     | 8-16  | P     | Hely. | Elődöntő 1                                                                | Elődöntő 2                                                                | Éremfutam 1                                                              | Éremfutam 2                                                              | Éremfutam 3                                                              | Helyezés |
| Versenyző        | Versenyszám  | 1     | 2     | 3     | 4     | 5     | 6     | 7     | 8-16  | P     | Hely. | Ellenfelek Pont                                                           | Ellenfelek Pont                                                           | Ellenfelek Pont                                                          | Ellenfelek Pont                                                          | Ellenfelek Pont                                                          | Helyezés |
| ---------------- | ------------ | ----- | ----- | ----- | ----- | ----- | ----- | ----- | ----- | ----- | ----- | ------------------------------------------------------------------------- | ------------------------------------------------------------------------- | ------------------------------------------------------------------------ | ------------------------------------------------------------------------ | ------------------------------------------------------------------------ | -------- |
| Riccardo Pianosi | Formula kite | 10    | 6     | 8     | 14    | 1     | 4     | 1     | X     | 20    | 4.    | A csoport · Bruno Lobo (BRA) · Axel Mazella (FRA) · Qibin Huang (CHN) · 2 | A csoport · Axel Mazella (FRA) · Bruno Lobo (BRA) · Qibin Huang (CHN) · 1 | Valentin Bontus (AUT) · Maximilian Maeder (SGP) · Toni Vodišek (SLO) · 3 | Valentin Bontus (AUT) · Maximilian Maeder (SGP) · Toni Vodišek (SLO) · 4 | Valentin Bontus (AUT) · Maximilian Maeder (SGP) · Toni Vodišek (SLO) · 2 | 4.       |

Női
| Versenyző                     | Versenyszám              | Futam | Futam | Futam | Futam | Futam | Futam | Futam | Futam | Futam | Futam | Futam | Futam | Futam | Futam | Futam | Futam    | Futam | Futam | Pontszám | Helyezés |
| Versenyző                     | Versenyszám              | 1     | 2     | 3     | 4     | 5     | 6     | 7     | 8     | 9     | 10    | 11    | 12    | 13    | 14    | 15-20 | N        | E     | É     | Pontszám | Helyezés |
| ----------------------------- | ------------------------ | ----- | ----- | ----- | ----- | ----- | ----- | ----- | ----- | ----- | ----- | ----- | ----- | ----- | ----- | ----- | -------- | ----- | ----- | -------- | -------- |
| Marta Maggetti                | IQFoil (Szörfvitorlázás) | 5     | 3     | 4     | 20    | 11    | 4     | 3     | 8     | 4     | 4     | 4     | 15    | 11    | 9     | X     | erőnyerő | 2     | 1     | 70       |          |
| Chiara Benini Floriani        | ILCA 6 (Laser radial)    | 3     | 7     | 25    | 10    | 18    | 10    | 11    | 5     | 38    | X     |       |       |       |       |       |          |       | 2     | 91       | 5.       |
| Giorgia Bertuzzi Jana Germani | 49erFX osztály           | 12    | 9     | 9     | 1     | 3     | 6     | 17    | 17    | 16    | 12    | 3     | 3     |       |       |       |          |       | 4     | 95       | 5.       |

| Versenyző       | Versenyszám  | Futam | Futam | Futam | Futam | Futam | Futam | Futam | Futam | Futam | Futam                                                                                  | Futam           | Futam           | Helyezés |
| Versenyző       | Versenyszám  | 1     | 2     | 3     | 4     | 5     | 6     | 7-16  | P     | Hely. | Elődöntő                                                                               | Éremfutam 1     | Éremfutam 2     | Helyezés |
| Versenyző       | Versenyszám  | 1     | 2     | 3     | 4     | 5     | 6     | 7-16  | P     | Hely. | Ellenfelek Pont                                                                        | Ellenfelek Pont | Ellenfelek Pont | Helyezés |
| --------------- | ------------ | ----- | ----- | ----- | ----- | ----- | ----- | ----- | ----- | ----- | -------------------------------------------------------------------------------------- | --------------- | --------------- | -------- |
| Maggie Pescetto | Formula kite | 5     | 21    | 3     | 10    | 14    | 4     | X     | 36    | 10.   | B csoport · Annelous Lammerts (NED) · Leonie Meyer (GER) · Julia Damasiewicz (POL) · 4 | kiesett         | kiesett         | 10.      |

Vegyes
| Versenyző                   | Versenyszám    | Futam | Futam | Futam | Futam | Futam | Futam | Futam | Futam | Futam | Futam | Futam | Futam | Futam   | Pontszám | Helyezés |
| Versenyző                   | Versenyszám    | 1     | 2     | 3     | 4     | 5     | 6     | 7     | 8     | 9     | 10    | 11    | 12    | É       | Pontszám | Helyezés |
| --------------------------- | -------------- | ----- | ----- | ----- | ----- | ----- | ----- | ----- | ----- | ----- | ----- | ----- | ----- | ------- | -------- | -------- |
| Caterina Banti Ruggero Tita | Nacra 17       | 1     | 1     | 2     | 1     | 1     | 1     | 1     | 6     | 6     | 20    | 5     | 2     | 4       | 31       |          |
| Elena Berta Bruno Festo     | 470-es osztály | 3     | 13    | 12    | 15    | 10    | 20    | 12    | 11    | X     | X     |       |       | kiesett | 76       | 15.      |

X - törölt futam

## Vívás
Férfi
| Versenyző                                                           | Versenyszám       | Selejtező         | 32-es főtábla                              | Nyolcaddöntő                       | Negyeddöntő                                                                                          | Elődöntő                                                                                                   | Bronz- mérkőzés                                                                             | Döntő                                                                                    | Helyezés |
| Versenyző                                                           | Versenyszám       | Ellenfél Eredmény | Ellenfél Eredmény                          | Ellenfél Eredmény                  | Ellenfél Eredmény                                                                                    | Ellenfél Eredmény                                                                                          | Ellenfél Eredmény                                                                           | Ellenfél Eredmény                                                                        | Helyezés |
| ------------------------------------------------------------------- | ----------------- | ----------------- | ------------------------------------------ | ---------------------------------- | --- | --- | ------------------------------------------------------------------------------------------- | ---------------------------------------------------------------------------------------- | -------- |
| Guillaume Bianchi                                                   | Tőr, egyéni       | erőnyerő          | Maximilien Van Haaster (CAN) · 15–4        | Alexander Choupenitch (CZE) · 15–5 | Nick Itkin (USA) · 14–15                                                                             | kiesett | kiesett                                                                                     | kiesett                                                                                  | 7.       |
| Filippo Macchi                                                      | Tőr, egyéni       | erőnyerő          | Xu Jie (CHN) · 15–10                       | Macujama Kjószuke (JPN) · 15–11    | Mohamed Hamza (EGY) · 15–9                                                                           | Nick Itkin (USA) · 15–11                                                                                   |                                                                                             | Cőng Ká-lóng (Cheung Ka-long) (HKG) · 14–15                                              |          |
| Tommaso Marini                                                      | Tőr, egyéni       | erőnyerő          | Blake Broszus (CAN) · 15–9                 | Maxime Pauty (FRA) · 14–15         | kiesett                                                                                              | kiesett | kiesett                                                                                     | kiesett                                                                                  | 9.       |
| Davide Di Veroli                                                    | Párbajtőr, egyéni | erőnyerő          | Martin Rubeš (CZE) · 14–10                 | Jamada Maszaru (JPN) · 11–15       | kiesett                                                                                              | kiesett | kiesett                                                                                     | kiesett                                                                                  | 11.      |
| Andrea Santarelli                                                   | Párbajtőr, egyéni | erőnyerő          | Yuval Freilich (ISR) · 15–13               | Mohamed esz-Szajed (EGY) · 10–15   | kiesett                                                                                              | kiesett | kiesett                                                                                     | kiesett                                                                                  | 15.      |
| Federico Vismara                                                    | Párbajtőr, egyéni | erőnyerő          | Tristan Tulen (NED) · 15–11                | Elmir Alimzhanov (KAZ) · 14–13     | Andrásfi Tibor (HUN) · 13–15                                                                         | kiesett | kiesett                                                                                     | kiesett                                                                                  | 5.       |
| Luca Curatoli                                                       | Kard, egyéni      | erőnyerő          | Enver Yıldırım (TUR) · 15–10               | Luigi Samele (ITA) · 12–15         | kiesett                                                                                              | kiesett | kiesett                                                                                     | kiesett                                                                                  | 11.      |
| Michele Gallo                                                       | Kard, egyéni      | erőnyerő          | Sen Csen-peng (Shen Chenpeng) (CHN) · 6–15 | kiesett                            | kiesett                                                                                              | kiesett | kiesett                                                                                     | kiesett                                                                                  | 20.      |
| Luigi Samele                                                        | Kard, egyéni      | erőnyerő          | Shaul Gordon (CAN) · 15–10                 | Luca Curatoli (ITA) · 15–12        | Mohamed Amer (EGY) · 15–13                                                                           | O Szanguk (Oh Sang-uk) (KOR) · 5–15                                                                        | Ziad El-Sissy (EGY) · 15–12                                                                 |                                                                                          |          |
| Guillaume Bianchi Alessio Foconi Filippo Macchi Tommaso Marini      | Tőr, csapat       |                   |                                            |                                    | Lengyelország (POL) · Jan Jurkiewicz · Andrzej Rządkowski · Michał Siess · Adrian Wojtkowiak · 45–39 | Egyesült Államok (USA) · Miles Chamley-Watson · Nick Itkin · Alexander Massialas · Gerek Meinhardt · 45–38 |                                                                                             | Japán (JPN) · Iimura Kazuki · Macujama Kjószuke · Nagano Júdai · Sikine Takahiro · 36–45 |          |
| Gabriele Cimini Davide Di Veroli Andrea Santarelli Federico Vismara | Párbajtőr, csapat |                   |                                            |                                    | Csehország (CZE) · Jiří Beran · Jakub Jurka · Martin Rubeš · 38–43                                   | 5–8. helyért · Venezuela (VEN) · Jesús Limardo · Rubén Limardo · Grabiel Lugo · 45–34                      | 5. helyért · Kazahsztán (KAZ) · Elmir Alimzsanov · Ruszlan Kurbanov · Yerlik Sertay · 45–36 |                                                                                          | 5.       |
| Luca Curatoli Michele Gallo Luigi Samele Pietro Torre               | Kard, csapat      |                   |                                            |                                    | Magyarország (HUN) · Gémesi Csanád · Szatmári András · Szilágyi Áron · 38–45                         | 5–8. helyért · Egyesült Államok (USA) · Filip Dolegiewicz · Colin Heathcock · Mitchell Saron · 45–40       | 5. helyért · Egyiptom (EGY) · Ziad El-Sissy · Yassin Khodir · Adham Moataz · 45–38          |                                                                                          | 5.       |

Női
| Versenyző                                                      | Versenyszám       | Selejtező         | 32-es főtábla                   | Nyolcaddöntő                    | Negyeddöntő                                                               | Elődöntő                                                                                    | Bronz- mérkőzés                                                                                      | Döntő | Helyezés |
| Versenyző                                                      | Versenyszám       | Ellenfél Eredmény | Ellenfél Eredmény               | Ellenfél Eredmény               | Ellenfél Eredmény                                                         | Ellenfél Eredmény                                                                           | Ellenfél Eredmény                                                                                    | Ellenfél Eredmény                                                                                                  | Helyezés |
| -------------------------------------------------------------- | ----------------- | ----------------- | ------------------------------- | ------------------------------- | ------------------------------------------------------------------------- | ------------------------------------------------------------------------------------------- | --- | --- | -------- |
| Arianna Errigo                                                 | Tőr, egyéni       | erőnyerő          | Samantha Catantan (PHI) · 15–12 | Eva Lacheray (FRA) · 15–6       | Lauren Scruggs (USA) · 14–15                                              | kiesett                                                                                     | kiesett                                                                                              | kiesett | 5.       |
| Martina Favaretto                                              | Tőr, egyéni       | erőnyerő          | Sara Amr Hossny (EGY) · 15–5    | Pauline Ranvier (FRA) · 15–9    | Eleanor Harvey (CAN) · 14–15                                              | kiesett                                                                                     | kiesett                                                                                              | kiesett | 6.       |
| Alice Volpi                                                    | Tőr, egyéni       | erőnyerő          | Hanna Łyczbińska (POL) · 15–11  | Mălina Călugăreanu (ROU) · 15–9 | Anne Sauer (GER) · 15–12                                                  | Lee Kiefer (USA) · 10–15                                                                    | Eleanor Harvey (CAN) · 12–15                                                                         | | 4.       |
| Rossella Fiamingo                                              | Párbajtőr, egyéni | erőnyerő          | Anne Cebula (USA) · 14–15       | kiesett                         | kiesett                                                                   | kiesett                                                                                     | kiesett                                                                                              | kiesett | 21.      |
| Giulia Rizzi                                                   | Párbajtőr, egyéni | erőnyerő          | Alicja Klasik (POL) · 11–12     | kiesett                         | kiesett                                                                   | kiesett                                                                                     | kiesett                                                                                              | kiesett | 18.      |
| Alberta Santuccio                                              | Párbajtőr, egyéni | erőnyerő          | Kiria Tikanah (SGP) · 15–10     | Coraline Vitalis (FRA) · 15–12  | Nelli Differt (EST) · 9–10                                                | kiesett                                                                                     | kiesett                                                                                              | kiesett | 5.       |
| Michela Battiston                                              | Kard, egyéni      | erőnyerő          | Pusztai Liza (HUN) · 12–15      | kiesett                         | kiesett                                                                   | kiesett                                                                                     | kiesett                                                                                              | kiesett | 23.      |
| Martina Criscio                                                | Kard, egyéni      | erőnyerő          | Szűcs Luca (HUN) · 10–15        | kiesett                         | kiesett                                                                   | kiesett                                                                                     | kiesett                                                                                              | kiesett | 19.      |
| Chiara Mormile                                                 | Kard, egyéni      | erőnyerő          | Cécilia Berder (FRA) · 10–15    | kiesett                         | kiesett                                                                   | kiesett                                                                                     | kiesett                                                                                              | kiesett | 25.      |
| Arianna Errigo Martina Favaretto Francesca Palumbo Alice Volpi | Tőr, csapat       |                   |                                 |                                 | Egyiptom (EGY) · Sara Amr Hossny · Yara El-Sharkawy · Malak Hamza · 45–14 | Japán (JPN) · Azuma Szera · Mijavaki Karin · Ueno Juka · 45–39                              | | Egyesült Államok (USA) · Jacqueline Dubrovich · Lee Kiefer · Lauren Scruggs · Maia Weintraub · 39–45               |          |
| Rossella Fiamingo Mara Navarria Giulia Rizzi Alberta Santuccio | Párbajtőr, csapat |                   |                                 |                                 | Egyiptom (EGY) · Nardin Ehab · Shirwit Gaber · Aya Hussein · 39–26        | Kína (CHN) · Szun Ji-ven (Sun Yiwen) · Tang Junyao · Xu Nuo · Yu Sihan · 45–24              | | Franciaország (FRA) · Marie-Florence Candassamy · Alexandra Louis-Marie · Auriane Mallo · Coraline Vitalis · 30–29 |          |
| Michela Battiston Martina Criscio Chiara Mormile Irene Vecchi  | Kard, csapat      |                   |                                 |                                 | Ukrajna (UKR) · Olha Harlan · Alina Komascsuk · Olena Kravacka · 37–45    | 5–8. helyért · Magyarország (HUN) · Battai Sugár Katinka · Márton Anna · Szűcs Luca · 35–45 | 7. helyért · Algéria (ALG) · Saoussen Boudiaf · Kaouther Mohamed Belkebir · Zohra Nora Kehli · 45–27 | | 7.       |

## Vízilabda

### Férfi
| Olasz férfi vízilabdacsapat-játékoskeret                                                                                             | Olasz férfi vízilabdacsapat-játékoskeret                                                                                           |
| --- | --- |
| - Lorenzo Bruni - Francesco Condemi - Marco Del Lungo - Francesco Di Fulvio - Edoardo Di Somma - Gonzalo Echenique - Andrea Fondelli | - Tommaso Gianazza - Matteo Iocchi Gratta - Gianmarco Nicosia - Nicholas Presciutti - Vincenzo Renzuto Iodice - Alessandro Velotto |

#### Eredmények
Csoportkör
A csoport
| Hely. | Csapat           | M | Gy | BGy | BV | V | G+ | G– | Gk  | P  | Továbbjutás |
| ----- | ---------------- | - | -- | --- | -- | - | -- | -- | --- | -- | ----------- |
| 1.    | Görögország      | 5 | 3  | 1   | 0  | 1 | 61 | 52 | +9  | 11 | Negyeddöntő |
| 2.    | Olaszország      | 5 | 3  | 1   | 0  | 1 | 60 | 43 | +17 | 11 | Negyeddöntő |
| 3.    | Egyesült Államok | 5 | 3  | 0   | 0  | 2 | 59 | 51 | +8  | 9  | Negyeddöntő |
| 4.    | Horvátország     | 5 | 3  | 0   | 0  | 2 | 58 | 57 | +1  | 9  | Negyeddöntő |
| 5.    | Montenegró       | 5 | 1  | 0   | 2  | 2 | 45 | 50 | −5  | 5  |             |
| 6.    | Románia          | 5 | 0  | 0   | 0  | 5 | 37 | 67 | −30 | 0  |             |

1. 1 2  Görögország 9–8 Olaszország
2. 1 2  Horvátország 11–14 Egyesült Államok

| 2024. július 28. 15:00 | Olaszország (ITA)    | 12–8        | Egyesült Államok (USA) | Paris Aquatics Centre Játékvezetők: Kovács Tamás (HUN), Vojin Putniković (SRB) |
| 2024. július 28. 15:00 | (4–2, 1–1, 4–1, 3–4) |             |                        | Paris Aquatics Centre Játékvezetők: Kovács Tamás (HUN), Vojin Putniković (SRB) |
| 2024. július 28. 15:00 | három játékos 2      | Jegyzőkönyv | Daube 3                | Paris Aquatics Centre Játékvezetők: Kovács Tamás (HUN), Vojin Putniković (SRB) |

| 2024. július 30. 12:05 | Horvátország (CRO)   | 11–14       | Olaszország (ITA) | Paris Aquatics Centre Játékvezetők: Michiel Zwart (NED), Sébastien Dervieux (FRA) |
| 2024. július 30. 12:05 | (4–3, 2–3, 3–6, 2–2) |             |                   | Paris Aquatics Centre Játékvezetők: Michiel Zwart (NED), Sébastien Dervieux (FRA) |
| 2024. július 30. 12:05 | Fatović, Harkov 2    | Jegyzőkönyv | Di Fulvio 4       | Paris Aquatics Centre Játékvezetők: Michiel Zwart (NED), Sébastien Dervieux (FRA) |

| 2024. augusztus 1. 16:35 | Olaszország (ITA)              | 11–9        | Montenegró (MNE) | Paris Aquatics Centre Játékvezetők: Boris Margeta (SLO), Michiel Zwart (NED) |
| 2024. augusztus 1. 16:35 | (2–2, 2–2, 3–3, 1–1, bü.: 3–1) |             |                  | Paris Aquatics Centre Játékvezetők: Boris Margeta (SLO), Michiel Zwart (NED) |
| 2024. augusztus 1. 16:35 | Di Fulvio, Echenique 2         | Jegyzőkönyv | Popadić 3        | Paris Aquatics Centre Játékvezetők: Boris Margeta (SLO), Michiel Zwart (NED) |

| 2024. augusztus 3. 21:05 | Olaszország (ITA)    | 18–7        | Románia (ROU)  | Paris Aquatics Centre Játékvezetők: Kovács Tamás (HUN), Nicholas Hodgers (AUS) |
| 2024. augusztus 3. 21:05 | (6–2, 4–1, 5–1, 3–3) |             |                | Paris Aquatics Centre Játékvezetők: Kovács Tamás (HUN), Nicholas Hodgers (AUS) |
| 2024. augusztus 3. 21:05 | három játékos 3      | Jegyzőkönyv | Colodrovschi 3 | Paris Aquatics Centre Játékvezetők: Kovács Tamás (HUN), Nicholas Hodgers (AUS) |

| 2024. augusztus 5. 15:10 | Görögország (GRE)    | 9–8         | Olaszország (ITA) | Paris Aquatics Centre Játékvezetők: Michiel Zwart (NED), Zhang Liang (CHN) |
| 2024. augusztus 5. 15:10 | (2–2, 4–3, 0–1, 3–2) |             |                   | Paris Aquatics Centre Játékvezetők: Michiel Zwart (NED), Zhang Liang (CHN) |
| 2024. augusztus 5. 15:10 | Argyropoulos 4       | Jegyzőkönyv | Bruni, Condemi 3  | Paris Aquatics Centre Játékvezetők: Michiel Zwart (NED), Zhang Liang (CHN) |

Negyeddöntő
| 2024. augusztus 7. 20:35 | Olaszország (ITA)              | 10–12       | Magyarország (HUN) | Paris La Défense Arena, Nanterre Játékvezetők: Adrian Alexandrescu (ROU), Veselin Mišković (MNE) |
| 2024. augusztus 7. 20:35 | (2–3, 0–1, 5–2, 2–3, bü.: 1–3) |             |                    | Paris La Défense Arena, Nanterre Játékvezetők: Adrian Alexandrescu (ROU), Veselin Mišković (MNE) |
| 2024. augusztus 7. 20:35 | Di Fulvio, Echenique 3         | Jegyzőkönyv | Manhercz 4         | Paris La Défense Arena, Nanterre Játékvezetők: Adrian Alexandrescu (ROU), Veselin Mišković (MNE) |

Az 5–8. helyért
| 2024. augusztus 9. 13:00 | Olaszország (ITA)          | 9–11        | Spanyolország (ESP) | Paris La Défense Arena, Nanterre Játékvezetők: Michiel Zwart (NED), Sébastien Dervieux (FRA) |
| 2024. augusztus 9. 13:00 | (0–4, 3–2, 3–3, 3–2)       |             |                     | Paris La Défense Arena, Nanterre Játékvezetők: Michiel Zwart (NED), Sébastien Dervieux (FRA) |
| 2024. augusztus 9. 13:00 | Echenique, Iocchi Gratta 2 | Jegyzőkönyv | Granados, Perrone 3 | Paris La Défense Arena, Nanterre Játékvezetők: Michiel Zwart (NED), Sébastien Dervieux (FRA) |

A 7. helyért
| 2024. augusztus 10. 19:35 | Ausztrália (AUS)     | 6–10        | Olaszország (ITA) | Paris La Défense Arena, Nanterre Játékvezetők: David Gómez (ESP), Chisato Kurosaki (JPN) |
| 2024. augusztus 10. 19:35 | (1–2, 1–3, 2–4, 2–1) |             |                   | Paris La Défense Arena, Nanterre Játékvezetők: David Gómez (ESP), Chisato Kurosaki (JPN) |
| 2024. augusztus 10. 19:35 | Maksimovic 2         | Jegyzőkönyv | Iocchi Gratta 3   | Paris La Défense Arena, Nanterre Játékvezetők: David Gómez (ESP), Chisato Kurosaki (JPN) |

| Csapat            | Helyezés |
| ----------------- | -------- |
| Olaszország (ITA) | 7.       |

### Női
| Olasz női vízilabdacsapat-játékoskeret                                                                                            | Olasz női vízilabdacsapat-játékoskeret                                                                      |
| --- | --- |
| - Silvia Avegno - Caterina Banchelli - Dafne Bettini - Roberta Bianconi - Agnese Cocchiere - Aurora Condorelli - Giuditta Galardi | - Sofia Giustini - Claudia Marletta - Valeria Palmieri - Domitilla Picozzi - Chiara Tabani - Giulia Viacava |

#### Eredmények
Csoportkör
B csoport
| Hely. | Csapat           | M | Gy | BGy | BV | V | G+ | G– | Gk  | P  | Továbbjutás |
| ----- | ---------------- | - | -- | --- | -- | - | -- | -- | --- | -- | ----------- |
| 1.    | Spanyolország    | 4 | 4  | 0   | 0  | 0 | 51 | 36 | +15 | 12 | Negyeddöntő |
| 2.    | Egyesült Államok | 4 | 3  | 0   | 0  | 1 | 53 | 27 | +26 | 9  | Negyeddöntő |
| 3.    | Olaszország      | 4 | 1  | 0   | 0  | 3 | 34 | 40 | −6  | 3  | Negyeddöntő |
| 4.    | Görögország      | 4 | 1  | 0   | 0  | 3 | 33 | 41 | −8  | 3  | Negyeddöntő |
| 5.    | Franciaország    | 4 | 1  | 0   | 0  | 3 | 24 | 51 | −27 | 3  |             |

1. 1 2 3  Görögország 3 pont, +3 Gk (20−17); Olaszország 3 pont, +3 Gk (19−16); Franciaország 3 pont, −6 Gk.

| 2024. július 29. 14:00 | Franciaország (FRA)  | 9–8         | Olaszország (ITA) | Paris Aquatics Centre Játékvezetők: Debreceni Nóra (HUN), Nicholas Hodgers (AUS) |
| 2024. július 29. 14:00 | (1–3, 3–3, 2–1, 3–1) |             |                   | Paris Aquatics Centre Játékvezetők: Debreceni Nóra (HUN), Nicholas Hodgers (AUS) |
| 2024. július 29. 14:00 | Dhalluin 3           | Jegyzőkönyv | Bianconi 2        | Paris Aquatics Centre Játékvezetők: Debreceni Nóra (HUN), Nicholas Hodgers (AUS) |

| 2024. július 31. 18:30 | Olaszország (ITA)    | 3–10        | Egyesült Államok (USA) | Paris Aquatics Centre Játékvezetők: Hélène Painchaud (CAN), Vojin Putniković (SRB) |
| 2024. július 31. 18:30 | (1–3, 1–3, 0–2, 1–2) |             |                        | Paris Aquatics Centre Játékvezetők: Hélène Painchaud (CAN), Vojin Putniković (SRB) |
| 2024. július 31. 18:30 | Marletta 2           | Jegyzőkönyv | Musselman 3            | Paris Aquatics Centre Játékvezetők: Hélène Painchaud (CAN), Vojin Putniković (SRB) |

| 2024. augusztus 2. 15:35 | Görögország (GRE)          | 8–12        | Olaszország (ITA) | Paris Aquatics Centre Játékvezetők: Andrej Franulović (CRO), Debreceni Nóra (HUN) |
| 2024. augusztus 2. 15:35 | (3–4, 0–2, 2–2, 3–4)       |             |                   | Paris Aquatics Centre Játékvezetők: Andrej Franulović (CRO), Debreceni Nóra (HUN) |
| 2024. augusztus 2. 15:35 | Eleftheriadou, Plevritou 3 | Jegyzőkönyv | Palmieri 4        | Paris Aquatics Centre Játékvezetők: Andrej Franulović (CRO), Debreceni Nóra (HUN) |

| 2024. augusztus 4. 15:35 | Olaszország (ITA)    | 11–13       | Spanyolország (ESP) | Paris Aquatics Centre Játékvezetők: Andrej Franulović (CRO), Frank Ohme (GER) |
| 2024. augusztus 4. 15:35 | (0–2, 4–3, 3–4, 4–4) |             |                     | Paris Aquatics Centre Játékvezetők: Andrej Franulović (CRO), Frank Ohme (GER) |
| 2024. augusztus 4. 15:35 | Marletta 3           | Jegyzőkönyv | Espar 3             | Paris Aquatics Centre Játékvezetők: Andrej Franulović (CRO), Frank Ohme (GER) |

Negyeddöntő
| 2024. augusztus 6. 15:35 | Hollandia (NED)      | 11–8        | Olaszország (ITA) | Paris La Défense Arena, Nanterre Játékvezetők: Jennifer McCall (USA), Debreceni Nóra (HUN) |
| 2024. augusztus 6. 15:35 | (2–2, 3–2, 1–1, 5–3) |             |                   | Paris La Défense Arena, Nanterre Játékvezetők: Jennifer McCall (USA), Debreceni Nóra (HUN) |
| 2024. augusztus 6. 15:35 | négy játékos 2       | Jegyzőkönyv | Marletta 3        | Paris La Défense Arena, Nanterre Játékvezetők: Jennifer McCall (USA), Debreceni Nóra (HUN) |

Az 5–8. helyért
| 2024. augusztus 8. 13:00 | Olaszország (ITA)    | 10–5        | Kanada (CAN) | Paris La Défense Arena, Nanterre Játékvezetők: Jennifer McCall (USA), Chisato Kurosaki (JPN) |
| 2024. augusztus 8. 13:00 | (1–1, 4–1, 1–3, 4–0) |             |              | Paris La Défense Arena, Nanterre Játékvezetők: Jennifer McCall (USA), Chisato Kurosaki (JPN) |
| 2024. augusztus 8. 13:00 | Bianconi, Marletta 2 | Jegyzőkönyv | öt játékos 1 | Paris La Défense Arena, Nanterre Játékvezetők: Jennifer McCall (USA), Chisato Kurosaki (JPN) |

Az 5. helyért
| 2024. augusztus 10. 14:00 | Magyarország (HUN)             | 15–12       | Olaszország (ITA)    | Paris La Défense Arena, Nanterre Játékvezetők: Natalia Markopoulou (GRE), Hélène Painchaud (CAN) |
| 2024. augusztus 10. 14:00 | (3–3, 5–4, 0–2, 3–2, bü.: 4–1) |             |                      | Paris La Défense Arena, Nanterre Játékvezetők: Natalia Markopoulou (GRE), Hélène Painchaud (CAN) |
| 2024. augusztus 10. 14:00 | Gurisatti 3                    | Jegyzőkönyv | Bianconi, Marletta 3 | Paris La Défense Arena, Nanterre Játékvezetők: Natalia Markopoulou (GRE), Hélène Painchaud (CAN) |

| Csapat            | Helyezés |
| ----------------- | -------- |
| Olaszország (ITA) | 6.       |